# Sign o’ the Times Super Deluxe
Sign o’ the Times Super Deluxe ist eine überarbeitete Neuauflage von Prince’ neuntem Studioalbum Sign “☮” the Times, die postum am 25. September 2020 bei dem Label NPG Records / Warner Bros. Records veröffentlicht wurde. Die Neuauflage erschien als Achtfach-CD-Album mit 92 Songs, die Prince bereits im Zeitraum von 1979 bis 1987 aufnahm und alle arrangierte, komponierte und produzierte. 45 dieser Songs sind zuvor unveröffentlichte Studioversionen, von denen er einige für ein letztendlich nicht herausgebrachtes Doppelalbum namens Dream Factory geschrieben hatte.
Außerdem ist ein Livekonzert aus Utrecht von der Sign-o’-the-Times-Tour auf der Neuauflage zu hören. Zudem enthält die Super-Deluxe-Edition eine Live-DVD von dem Konzert am 31. Dezember 1987 in Prince’ Paisley Park Studio in Chanhassen in Minneapolis, bei dem Miles Davis als musikalischer Gast auftritt.
Die Musik der zuvor unveröffentlichten Songs zählt zu den Genres Contemporary R&B, Elektronische Tanzmusik, Funk, Jazz, Pop, Rock und Soul, die Liedtexte handeln von Liebe, zwischenmenschlichen Beziehungen und sexuelle Anspielungen. Als Gastmusiker wirken Clare Fischer, Lisa Coleman, Miles Davis, Sheila E., Shep Pettibone, Susannah Melvoin, Wendy Melvoin und weitere Mitglieder von Prince’ ehemaliger Begleitband The Revolution mit. Musikkritiker bewerteten die Neuauflage ähnlich hervorragend wie das Originalalbum.
Das kommerziell erfolgreiche Originalalbum erschien ursprünglich im März 1987 als Doppelalbum; alle Songs wurden im Jahr 2020 digital nachbearbeitet und sind auf der Neuauflage auch zu hören. In den internationalen Hitparaden wurde Sign o’ the Times Super Deluxe nicht separat gelistet; die Verkaufszahlen wurden zum Originalalbum hinzuaddiert, sodass dieses als „Wiedereinstieg“ geführt wurde.

## Entstehung
Das Originalalbum hatte Prince im März 1987 bei dem Label Warner Bros. Records veröffentlicht. Es stellt nach Ansicht von Musikkritikern einen Höhepunkt seines musikalischen Schaffens dar und erreichte in mehreren Ländern Gold- oder Platinstatus. Am 25. Juni 2020 kündigte The Prince Estate („Der Prince-Nachlass“) an, im September 2020 in Kooperation mit Warner Bros. Records eine „Remastered and Expanded Edition“ des Albums mit zuvor unveröffentlichten Songs herauszubringen. Sign o’ the Times Super Deluxe ist nach Purple Rain Deluxe (2017) und 1999 Super Deluxe (2019) die dritte Neuauflage eines Prince-Albums, die The Prince Estate veröffentlichte.

### Prince und Miles Davis

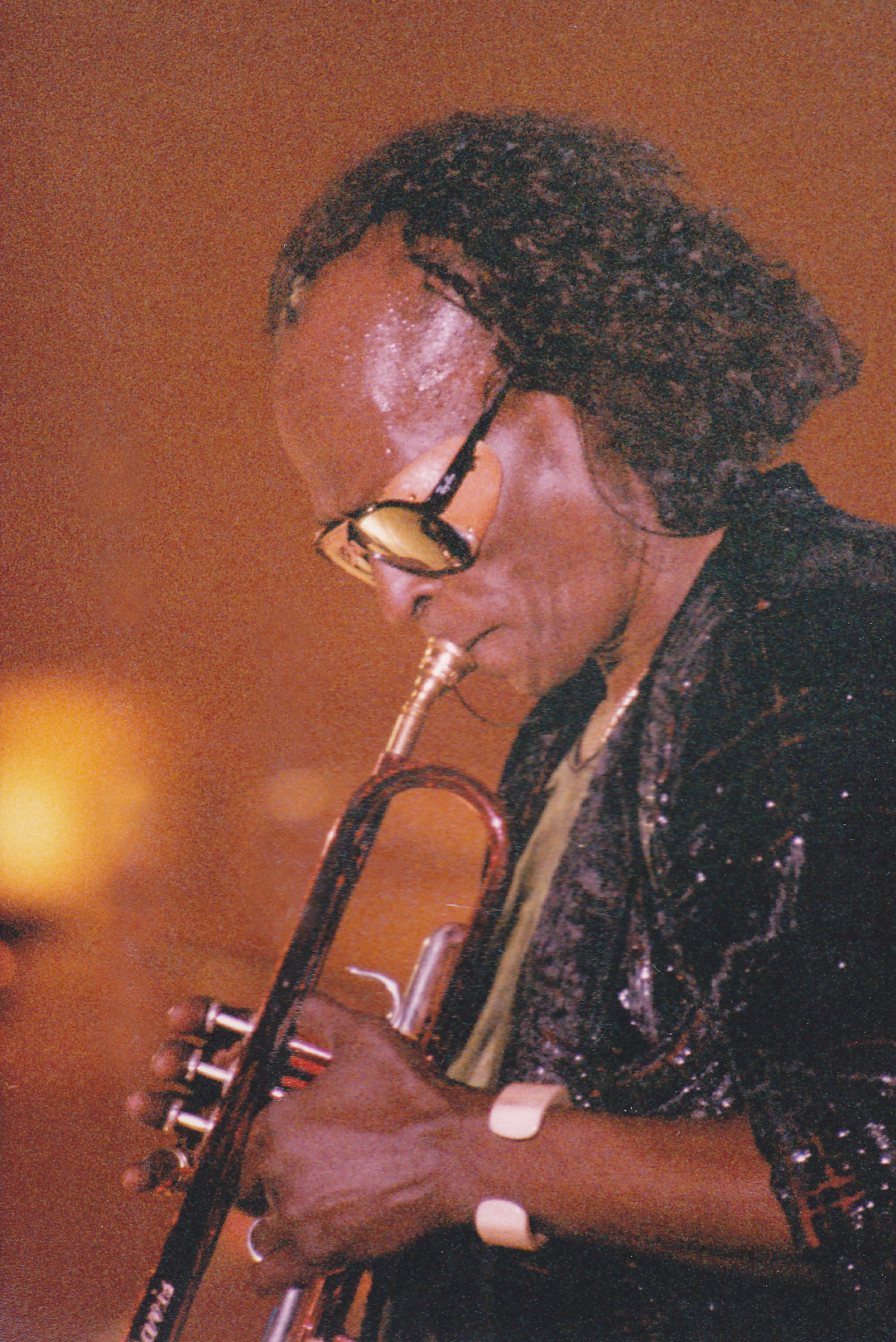
Miles Davis, 1987

Auf der Neuauflage sind mit dem Song Can I Play with U? und mit der DVD Live at Paisley Park – December 31, 1987 zum ersten Mal gemeinsame Aufnahmen von Prince und Miles Davis offiziell veröffentlicht worden.
Die Zusammenarbeit der Musiker begann Ende Dezember 1985, als beide bei Warner Bros. Records unter Vertrag standen. Prince wurde von dem Major-Label gefragt, ob er zu Davis’ erstem Album bei Warner Bros. Records mit dem Titel Tutu einen Song beisteuern könne, was er mit dem Stück Can I Play with U? auch tat. Alan Leeds (* 1947), der fünf Jahre ältere Bruder von Saxophonist Eric Leeds und damaliger Tourmanager von Prince, sagte: „Es war offensichtlich, dass Prince es nicht für angebracht hielt, das gesamte Album von Miles zu produzieren. Tommy LiPuma, damals Leiter der noch jungen Jazz-Abteilung von Warner Bros. war die logische Wahl, zumindest aus Sicht des Unternehmens.“ LiPuma vertrat eine ähnliche Meinung; zwar zeige Prince „ein ausgeprägtes Bewusstsein für die Dynamik, die dem Bebop innewohnt“, könnte aber „mit bestimmten Idiomen (Künstlerischer Ausdruck oder Phrasen), die mit Miles’ Spiel zu tun haben, nicht vertraut sein“, sagte er damals.
Ab Januar 1986 stand Prince mit Davis telefonisch in Verbindung und hörte weitere Songs von den Aufnahmen zu Tutu. Offenbar war er skeptisch, ob Can I Play with U? im Kontext des Albums funktionieren würde; er strich das Stück, was ohne Einwand von allen Beteiligten akzeptiert wurde. Letztendlich schrieb Prince keine weiteren Songs für Davis, obwohl ihn mehrere Führungskräfte von Warner Bros. Records dazu ermutigten.
Am 21. Januar 1991 erhielt Davis die drei Instrumentalstücke 17 (Penetration), 19 (Jailbait) und 20 (A Girl and Her Puppy) von Prince, die dieser ursprünglich im Dezember 1988 für sein damaliges Nebenprojekt, die Jazzband Madhouse, geschrieben hatte. Prince wollte, dass Davis zusätzliche Trompetenstimmen hinzufügte und ihm dann die Songs zur Nachbereitung und Abmischung zurückgab. Doch Davis nahm die drei Stücke mit seiner eigenen Band komplett neu auf und schickte ihm diese Versionen, damit Prince mögliche Beiträge beisteuern könnte. Die drei genannten Stücke spielte Davis bei seiner letzten Tournee im Jahr 1991, wie auch bei dem Konzert am 24. April 1991 im Musikklub Glam Slam North in Minneapolis, der damals Prince gehörte; es war das letzte Mal, dass sich die beiden Musiker begegneten.
Nachdem Miles Davis am 28. September 1991 gestorben war, wurde Prince von Warner Bros. Records um die Veröffentlichung von Can I Play with U? für Davis’ erstes postumes Album mit Namen Doo-Bop (1992) gebeten. Zudem sollten die von ihm produzierten und von Davis überarbeiteten Versionen von 17 (Penetration), 19 (Jailbait) und 20 (A Girl and Her Puppy) herausgebracht werden. Doch Prince lehnte diese Vorschläge ab, weil er mit nichts in Verbindung gebracht werden wollte, das Davis nicht in seiner besten Form darstelle. Zwei Tage nach Davis’ Tod nahm Prince zu Ehren des Jazzmusikers ein Instrumentalstück mit Namen Letter 4 Miles auf, das aber erst im Oktober 2023 auf dem Album Diamonds and Pearls Deluxe veröffentlicht worden ist.
Im Juni 2021 wurde ein Livealbum mit Namen Merci Miles! Live at Vienne von Davis herausgebracht, auf dem die beiden Songs Jailbait und Penetration zu hören sind; das Konzert spielte er am 1. Juli 1991 auf dem Jazz-à-Vienne-Festival in Frankreich.

### Dream Factory
Auf den beiden CDs „Vault, Part 1“ und „Vault, Part 2“ sind Songs zu hören, die Prince für ein Doppelalbum namens Dream Factory geschrieben hatte. Nachdem er mit seiner Begleitband The Revolution im März 1986 das Album Parade veröffentlicht hatte, war er bereits ab April mit Aufnahmen für das Projekt Dream Factory beschäftigt. Dabei wurde er insbesondere von den damaligen The Revolution-Mitgliedern Atlanta Bliss (* 14. Dezember 1952 als Matthew Blistan in Pittsburgh, Pennsylvania) an der Trompete, Eric Leeds (* 19. Januar 1952 als Eric Jeffrey Leeds in Milwaukee, Wisconsin) am Saxophon und Querflöte, Lisa Coleman und Wendy Melvoin musikalisch unterstützt; Bliss und Leeds kannten sich bereits aus der Schulzeit.
Prince stellte vom 22. April bis zum 18. Juli 1986 drei unterschiedliche Konfigurationen von Dream Factory fertig, verlor dann aber das Interesse an dem Projekt. Zudem löste er The Revolution im Oktober 1986 auf. Letztendlich blieb Dream Factory unveröffentlicht, aber Prince platzierte acht Songs des Albums auf Sign “☮” the Times.
Als Aufnahmestudios für die meisten Songs von Dream Factory dienten Prince die beiden Tonstudios Galpin Blvd Home Studio und das Sunset Sound. Ab November 1985 wohnte er in Chanhassen in Minnesota in einer dreistöckigen Villa am Galpin Blvd, wo er das Heimstudio Galpin Blvd Home Studio einbauen ließ. Die Villa wurde 2005 abgerissen, aber das Grundstück gehörte ihm bis zu seinem Tod im April 2016. Das Sunset Sound befindet sich in Los Angeles in Kalifornien, in dem Prince von 1981 bis 1987 Songs in ausschließlich Studio 3 aufnahm. Abgesehen von ihm spielten auch Künstler wie Dolly Parton, Fleetwood Mac und Tom Jones Alben im Studio 3 ein. Außerdem nahm Prince einige Songs im Washington Avenue Warehouse in Edina in Minnesota auf, das kein professionelles Tonstudio als solches war, sondern ein umgebauter Proberaum. Er ließ dort ein Soundcraft TS 24-Mischpult installieren und nutze das Washington Avenue Warehouse von Juli 1985 bis Frühjahr 1987.

### AufnahmenVault, Part 1(Mai 1979 bis Mai 1986)
1. I Could Never Take the Place of Your Man (1979 Version)
Bereits am 23. Mai 1979 nahm Prince den Song im Tonstudio Hollywood Sound Recorders in Los Angeles auf, als er damals mit Arbeiten an seinem zweiten Studioalbum Prince beschäftigt war.[10] Zuvor wurde angenommen, diese Version stamme aus dem Jahr 1982. Erst nach seinem Tod im April 2016 wurde die Aufnahme auf einer von ihm mit Datum beschrifteten Kompaktkassette im „The Vault“ von The Prince Estate gefunden. „The Vault“ ist ein überdimensionaler Banktresor in der Größe eines Lagerraums, den Prince im Jahr 1987 in seinem Paisley Park Studio einbauen ließ und resistent gegen Tornados und Überschwemmungen war.[11][12] Gemäß Michael Howe, damaliger Kurator von The Prince Estate, sei der Inhalt von The Vault seit 2019 aber „an einen geheimen und sicheren Ort in Hollywood“ gebracht worden.
2. Teacher, Teacher (1985 Version)
Eine erste Version spielte Prince im Frühjahr 1982 in seinem Heimstudio namens Kiowa Trail Home Studio in Chanhassen ein, das er in seinem damaligen Haus in Meeker County in Minnesota installieren ließ, in dem er von Januar 1981 bis November 1985 wohnte. Am 18. Juni 1985 überarbeiteten Lisa Coleman und Wendy Melvoin den Song in The Complex Studios in Los Angeles und diese Version platzierte Prince auf Dream Factory. Später bot das Stück der US-amerikanischen Rockband The Three O’Clock an, die es aber ablehnten.[13][14][15] Die auf Sign o’ the Times Super Deluxe zu hörende Version mischte Prince Mitte April 1986 neu ab a.
3. Strange Relationship (Original Version)
Bereits am 14. März 1983 nahm Prince eine erste Version des Songs im Kiowa Trail Home Studio auf.[13] Die auf der Neuauflage vorhandene Version mit Lisa Coleman und Wendy Melvoin überarbeitete er am 5. November 1986 b, entspricht also nicht der „Original Version“, wie im Titel angegeben ist.[16]
4. All My Dreams
Den Song nahm Prince vom 28. April bis zum 1. Mai 1985 b ursprünglich für sein Album Parade (1986) auf, strich ihn aber von der endgültigen Tracklist und platzierte ihn als Abschlusssong auf Dream Factory. Im Jahr 1998 sagte er, All My Dreams werde auf einem Album namens Roadhouse Garden erscheinen, das aus der The Revolution-Ära stamme. Doch auch dieses Album veröffentlichte er letztendlich nicht.[17]
5. Can I Play with U?
Am 26. Dezember 1985 b spielte Prince das Stück für das Album Tutu (1986) von Miles Davis ein. Am Folgetag fügte Saxophonist Eric Leeds entsprechende Parts hinzu, der sich begeistert zeigte: „Das war zu großartig! Als ich hörte, dass Prince daran interessiert war, etwas mit Miles zu unternehmen, wollte ich verdammt sichergehen, dass ich involviert war.“[2] Anfang Januar 1986 schickte Prince sowohl eine Instrumentalversion als auch eine mit Liedtext an Davis und schrieb ihm dazu folgende Nachricht: „Miles, auch wenn wir uns noch nie getroffen haben, kann ich nur durch das Hören deiner Musik sagen, dass du und ich uns so genau ähnlich sind, dass ich weiß, was immer du spielen würdest, ich würde es auch tun. Also, wenn dieses Tape für dich von Nutzen ist, spiele bitte, was du darüber empfindest. Weil ich dem vertraue, was du hörst und spielst.“[18] Ende Februar 1986 fügten Davis Trompeten-, Adam Holzman Synthesizer- und Marcus Miller Bassgitarren-Overdubs ein.[19] Anschließend stellte Prince den Song am 1. März 1986 fertig, strich den Track aber von Tutu und Eric Leeds sagte: „Es gab Leute im Miles-Davis-Lager, die großes Interesse daran hatten, einfach nur, um einen Prince-Song zu haben, als eine Art Gütesiegel. Miles spielte die Trompete dazu ein, und ich schwärmte: ‘Wahnsinn, jetzt werde ich Teil der Miles-Davis-Diskographie!’ Prince fragte mich nach meiner Meinung, aber ich glaube, es war bereits beschlossene Sache und er hatte längst entschieden, dass dieser Song niemals herauskommen sollte. So hoch der Coolness-Faktor, auf einer Miles-Davis-Platte zu sein, auch gewesen wäre, der Song war einfach nicht gut genug und wurde nie veröffentlicht.“[20]
6. Wonderful Day (Original Version)
Den Song, der zuvor auch als It’s a Wonderful Day bekannt war, nahm Prince am 30. Januar 1986 b auf. Seine damalige Toningenieurin Susan Rogers (* 1956) bemerkte, er habe „nicht viel Zeit mit dem Song verbracht.“ Anfangs integrierte Prince das Stück auf Dream Factory, ersetzte es später aber durch Train. Der Song Wonderful Day ist auszugsweise als Hintergrundmusik in seinem Film Under the Cherry Moon – Unter dem Kirschmond (1986) in der Szene zu hören, als Christopher Tracy und Tricky darüber philosophieren, welchen Typ Mann Mary favorisiere.[21]
7. Visions
Das von Lisa Coleman geschriebene Instrumentalstück spielte sie mit Wendy Melvoin am 10. März 1986 a ein, wobei Prince nicht anwesend war.[22] Er platzierte es als Intro vom Album Dream Factory und der Titelname Visions stammt von Susan Rogers. Im Juli 1990 veröffentlichten Melvoin und Coleman, als Duo Wendy & Lisa, das Stück unter dem Titel Minneapolis #1 auf einer limitierten Sonderausgabe ihres Albums Eroica.[23]
8. The Ballad of Dorothy Parker (with Horns)
Den Track nahm Prince am 13. März 1986 a auf. Zwei Monate später fügte Eric Leeds Saxophon-Overdubs hinzu, weswegen die Version mit „with Horns“ betitelt ist.[24][25]
9. Witness 4 the Prosecution (Version 1)
Den Song nahm Prince am 14. und 15. März 1986 a auf. Am 15. April spielte Lisa Coleman Hammondorgel und Eric Leeds Saxophon ein. Zudem sangen Coleman, Melvoin und ihre Zwillingsschwester Susannah Melvoin die Backing Vocals. Die Aufnahmen fanden damals zwar in Prince’ Heimstudio statt, allerdings ohne ihn, weil er in dieser Zeit in Nizza mit Dreharbeiten zu Under the Cherry Moon beschäftigt war. Die Atmosphäre ohne Prince beschrieb Susan Rogers als „immer lockerer und entspannter.“ Aber er sei „sehr erfreut“ gewesen, als er aus Frankreich zurückkam und hörte, was „sie getan hatten.“[23]
10. A Place in Heaven (Prince Vocal)
Die von ihm selbst gesungene Version von A Place in Heaven spielte Prince am 15. März 1986 a ein, die er auf dem Album Dream Factory aber nicht platzierte.[26]
11. Power Fantastic (Live in the Studion)
Das Stück nahmen Prince und The Revolution am 19. März 1986 a in nur einem Take auf und Eric Leeds meinte, es sei „einer der tollsten Songs, die wir je gebracht haben.“ Der Song basiert auf ein von Lisa Coleman im Juni 1985 geschriebenes Klavierstück namens Carousel,[5][27] für das Prince sowohl einen Liedtext als auch eine Melodie komponierte.
12. And That Says What?
Dieses Stück spielten Prince und The Revolution am 20. März 1986 a ein. Eric Leeds beschrieb es als „ziemlich verrückt“ und Susan Rogers sagte, es sei „sehr zügig abgemischt“ worden und „nicht wert“ gewesen, „wirklich fertig zu werden.“ Dennoch platzierte es Prince auf einer ersten Version von Dream Factory.[28]
13. Love and Sex
Uraprünglich nahm Prince den Song am 3. Januar 1986, aber die auf Sign o’ the Times Super Deluxe zu hörende Version ist eine von ihm überarbeitete und stammt vom 25. März  b.[29] Er schrieb das Stück gezielt für Sheila E. und platzierte es auf ihrem im Februar 1987 veröffentlichten dritten Studioalbum, entfernte es aber wieder.[30] Im Februar 1984 komponierte Prince ebenfalls einen Song mit Namen Love and Sex, 2017 auf Purple Rain Deluxe postum veröffentlicht, doch beide Songs unterscheiden sich gravierend. Warum er zwei unterschiedliche Songs mit gleichen Namen schrieb, ist nicht bekannt.
14. Crystal Ball (7” Mix)
Die knapp elf Minuten lange Originalversion nahm Prince am 17. April 1986 a auf, Susannah Melvoin übernahm die Backing Vocals und Clare Fischer fügte entsprechende Arrangements hinzu. Ursprünglich wollte Prince ein gleichnamiges Album veröffentlichen, benannte es aber in Sign “☮” the Times um. Die auf dreieinhalb Minuten gekürzte Version von Crystal Ball war im Jahr 1986 bereits als Singleauskopplung geplant, wurde aber zurückgezogen, als Prince das Interesse an dem Crystal-Ball-Projekt verlor. 1998 veröffentlichte er die Originalversion auf seinem Album Crystal Ball.[31]
15. Colors
Auf dem Instrumentalstück, das zuvor auch als Interlude bekannt war, spielt Prince kein Instrument. Das Stück schrieb Wendy Melvoin und nahm es am 17. oder 18. April 1986 a auf und Prince fügte es am 3. Juni 1986 auf dem Album Dream Factory zwischen den Songs Starfish and Coffee und In a Large Room with No Light ein. Auf der endgültigen Tracklist von Dream Factory platzierte er es am 18. Juli 1986 zwischen Starfish and Coffee und I Could Never Take the Place of Your Man.[30][32]
16. Big Tall Wall (Version 1)
Den Track nahm Prince am 18. April 1986 a auf.[33] In dieser Zeit erfolgte die Trennung zwischen ihm und seiner damaligen Verlobten Susannah Melvoin, die aus dem gemeinsamen Haus auszog.
17. Nevaeh Ni Ecalp A
„Nevaeh Ni Ecalp A“ ist die Rückwärtsschreibweise von „A Place in Heaven“ und ist die Version von Lisa Coleman, die auf Vault, Part 3 mit A Place in Heaven (Lisa Vocal) betitelt ist. Coleman sang ihre Version am 20. April 1986 a ein. Anschließend wurde das Tonbandgerät, inklusive Musik und Gesang, rückwärts abgespielt und aufgenommen.[34] Das Stück platzierte Prince auf Dream Factory und diente anfangs als Überleitung zwischen Visions und dem Titelstück, was er in der Tracklist aber nicht erwähnte. Erst in der Konfiguration vom 3. Juni 1986 führte er Nevaeh Ni Ecalp A als eigenständigen Song. In der endgültigen Version von Dream Factory am 18. Juli 1986 fügte er den Track aber erneut als nicht genannte Überleitung ein, diesmal zwischen Visions und dem Titelstück.[30]
18. In a Large Room with No Light
Auf Prince-Bootlegs ist der Song oftmals nach der Textzeile im Refrain „Welcome 2 the Rat Race“ benannt. Prince spielte ihn mit The Revolution vom 4. bis zum 7. Mai 1986 live im Studio b ein.[35] Eric Leeds bezeichnete das Stück als einen seiner „Lieblingssongs“ und „ganz anders als alles, was Prince je getan hatte.“ Gemäß Leeds hatten aber auch Coleman und Melvoin „sehr viel mit diesem Song zu tun.“[30] Am 15. Juli 2009 veröffentlichte Prince eine überarbeitete Version als Audiostream auf der damaligen Website vom Montreux Jazz Festival, bei dem er im genannten Jahr zwei Konzerte absolvierte.

### AufnahmenVault, Part 2(Juli 1986 bis Oktober 1986)
1. Train
Den Opener von Vault, Part 2 nahm Prince am 7. Juli 1986 a auf. Atlanta Bliss spielt Trompete und Eric Leeds Saxophon, ansonsten wirkten keine Musiker mit. Ursprünglich platzierte Prince den Song auf Dream Factory. Im Jahr 1987 bot er das Stück Bonnie Raitt an, die es aber ablehnte. Letztendlich gab er es an Mavis Staples weiter, die 1989 eine von ihm überarbeitete Version veröffentlichte.[37]
2. Eggplant (Prince Vocal)
Ebenfalls am 7. Juli 1986 nahm Prince Eggplant a auf.[38] Einen Tag spielten Coleman und Melvoin eine Version ein, in der Melvoin den Hauptgesang übernahm. Toningenieurin Susan Rogers beschrieb die Aufnahme der beiden Musikerinnen folgendermaßen: „Sie waren draußen im Studio und sangen immer wieder „Eggplant“ („Aubergine“), als sie plötzlich in einen Lachanfall ausbrachen, aus dem sie einfach nicht aufhören konnten. Sie sahen sich gegenseitig an und sagten: ‘Warum stehen wir in diesem Raum und singen immer wieder „Aubergine“?’ Und sie konnten einfach nicht aufhören zu lachen, und uns wurde klar, wie lächerlich das war.“ Gemäß Rogers sagte Prince, er habe Eggplant nur deshalb aufgenommen, damit „die Leute in den Plattenläden unter der Rubrik ‘E’ diesen Song finden können“.[39]
3. It Ain’t Over ‘Til the Fat Lady Sings
Das Instrumentalstück spielte Prince am 9. Juli 1986 a ein. Als Begleitmusiker unterstützten ihn Atlanta Bliss, Eric Leeds, Lisa Coleman und Wendy Melvoin. Am 18. August fügte Clare Fischer im Tonstudio Ocean Way Recording in Hollywood in Kalifornien entsprechende Arrangements und Overdubs hinzu, die am 4. September 1986 in den Hollywood Central Studios in Hollywood abgemischt wurden.[40]
4. Everybody Want What They Don’t Got
Den Song nahm Prince am 13. Juli 1986 b auf, am selben Tag wie The Cross vom Album Sign “☮” the Times.[30] Obwohl er im Juli 1986 mit Arbeiten an Dream Factory beschäftigt war, plante er niemals, Everybody Want What They Don’t Got auf dem Album zu platzieren.
5. Blanche
Das Stück spielte Prince am 15. Juli 1986 b ein.[41] Susan Rogers meinte, der Titelname sei „auf ein Instrumentalstück geklatscht“ worden. „Es war etwas, das am Ende des Tages gemacht wurde, während wir noch etwas Bandenergie übrig hatten“, fügte sie hinzu.[28] Auch Blanche war nie für Dream Factory oder für ein anderes Album gedacht. Am 18. Juli 1986 stellte Prince die endgültige Tracklist von dem Album Dream Factory fertig, widmete sich dann aber unter anderem Aufnahmen für ein neues Album mit dem Titel Crystal Ball. Doch auch dieses Album veröffentlichte er letztendlich nicht. Zwar brachte Prince im Jahr 1998 ein gleichnamiges Album heraus, allerdings ist dieses mit dem von 1986 nicht identisch.
6. Soul Psychodelicide
Den Song nahm Prince mit The Revolution am 22. Juli 1986 c auf. Eric Leeds entnahm aus dem Stück einen Instrumentalpart und komponierte daraus einen Song mit Namen Easy Does It, den er im Februar 1991 auf seinem Album Times Squared veröffentlichte. Im Jahr 1989 nahm Prince erneut einen Song mit dem Titel Soul Psychodelicide auf, der allerdings mit dem von 1986 nichts zu tun hat; die Version von 1989 ist bis heute (2025) unveröffentlicht.[42][43][44]
7. The Ball
Das Stück nahm Prince am 25. Juli 1986 c für das Album Crystal Ball auf;[45] es ging direkt ohne Pause in den Song Joy in Repetition über, den er im August 1990 auf seinem Graffiti Bridge veröffentlichte. The Ball spielte Prince in seiner Karriere nur ein einziges Mal live und zwar am 28. Mai 1987 bei einer Aftershow im Club U4 in Wien.[28] Im Dezember 1987 überarbeitete er The Ball und brachte den Song als Eye No im Mai 1988 auf seinem Album Lovesexy heraus.
8. Adonis & Bathsheba
Den Track spielte Prince am 27. Juli 1986 a ein.[46] Susan Rogers zeigte sich von dem Stück sehr enttäuscht und bezeichnete es als „kitschig und einfach nur albern.“ Die Aufnahme schilderte sie wie folgt: „Der Refrain lautete: ‘Adonis und Bathsheba in einem Garten der Liebe’, und dann kam diese Harfe. Ich saß so leise wie möglich da, aber ich hatte einen Lachanfall und konnte einfach nicht aufhören. Und es war mir wirklich peinlich, denn ich saß direkt neben Prince und er fragte: ‘Was ist denn mit dir los? Magst du die Harfe nicht?’ Ich sagte: ‘Ich muss ehrlich sein: Ich finde, es ist deiner besten Arbeit nicht würdig’. Er mochte keine Kritik, aber wir haben nicht mehr länger daran gearbeitet.“ Gegenüber Eric Leeds bezeichnete er den Liedtext als „einen der besten Texte“, die er je geschrieben habe. Im Jahr 1993 veröffentlichte Prince den Liedtext in einer unter seiner Aufsicht herausgegebenen Zeitschrift mit Namen 10.000,[47] von der aber nur diese eine Ausgabe produziert wurde und somit als Rarität gilt.
9. Forever in My Life (Early Vocal Studio Run-Through) Susannah Melvoin, 2020

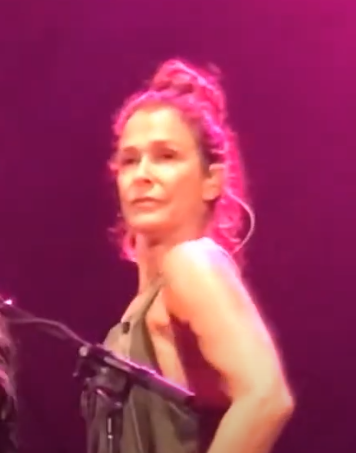
Susannah Melvoin, 2020

Am 8. August 1986 a nahm Prince den Song auf, wobei sich „Early“ nicht auf das Aufnahmedatum – die auf Sign “☮” the Times platzierte Version hatte er am gleichen Tag aufgenommen – bezieht, sondern auf die Uhrzeit. Diesbezüglich sagte Susannah Melvoin in einer Pressemitteilung von 2020 über die Entstehung des Songs: „Er war die ganze Nacht wach und kam nach oben. Es war ungefähr 7:00 Uhr morgens und er ergriff meine Hand und sagte ‘folge mir’, und so folgte ich ihm die Treppe hinunter. Die Sonne kam durch die Buntglasfenster und er drückte auf „Play“, und dieser Song ertönte und ich sah ihn an und bekam Tränen in den Augen. Und das war es. Er musste nichts sagen.“[48]
10. Crucial (Alternate Lyrics)
Das Stück nahm Prince am 13. September 1986 a auf,[49] zwei Tage nachdem er aus Yokohama wiedergekommen war, wo er am 9. September seine Parade-Tour beendete. Er komponierte den Song gezielt für ein neues Filmprojekt mit Namen The Dawn. Bruce DeShazer, auch unter seinem Pseudonym „Tony Christian“ bekannt und im Jahr 1986 als Rhythmusgitarrist in der Band Mazarati (eine von The Revolution-Bassist Brown Mark gegründete Gruppe) tätig, beschrieb den Film als „ein schwarzes West-Side-Story-ähnliches Musical mit zwei rivalisierenden Musikgruppen, die sich nach außen hin bekämpfen.“ Er vermutete, dass Prince aber nicht als Schauspieler mitwirken wollte, sondern „nur Regie führen“ wollte.[50] Letztendlich brach Prince das Filmprojekt, für die Öffentlichkeit aus unbekannten Gründen, aber ab. Eine ähnliche Filmhandlung wie The Dawn besitzt sein im November 1990 veröffentlichter Kinofilm Graffiti Bridge.
11. The Cocoa Boys
12. When the Dawn of the Morning Comes
Auch diese beiden Songs komponierte Prince gezielt für das Filmprofekt The Dawn. Er nahm The Cocoa Boys, zuvor auch als The Coco Boys bekannt, am 14. September 1986 a auf. When the Dawn of the Morning Comes spielte er am 29. und 30. September 1986 a ein. Beide Songs hatte er niemals für ein bestimmtes Album vorgesehen.[51][52]
13. Witness 4 the Prosecution (Version 2)
Ursprünglich nahm Prince das Stück im März 1986 auf, überarbeitete es aber am 6. Oktober 1986 b,[53] auf dem Atlanta Bliss an der Trompete und Eric Leeds am Saxophon zu hören ist. Er bot die neue Version Deborah Allen an, die sich stattdessen aber für den von ihm geschriebenen Song Telepathy entschied.[54]
14. It Be’s Like That Sometimes
Die Nummer nahm Prince am 11. Oktober 1986 b auf und spielte alle Instrumente selbst ein.[55] Sechs Tage später gab er offiziell die Auflösung von seiner Begleitband The Revolution bekannt.

### AufnahmenVault, Part 3(Oktober 1986 bis Juli 1987)

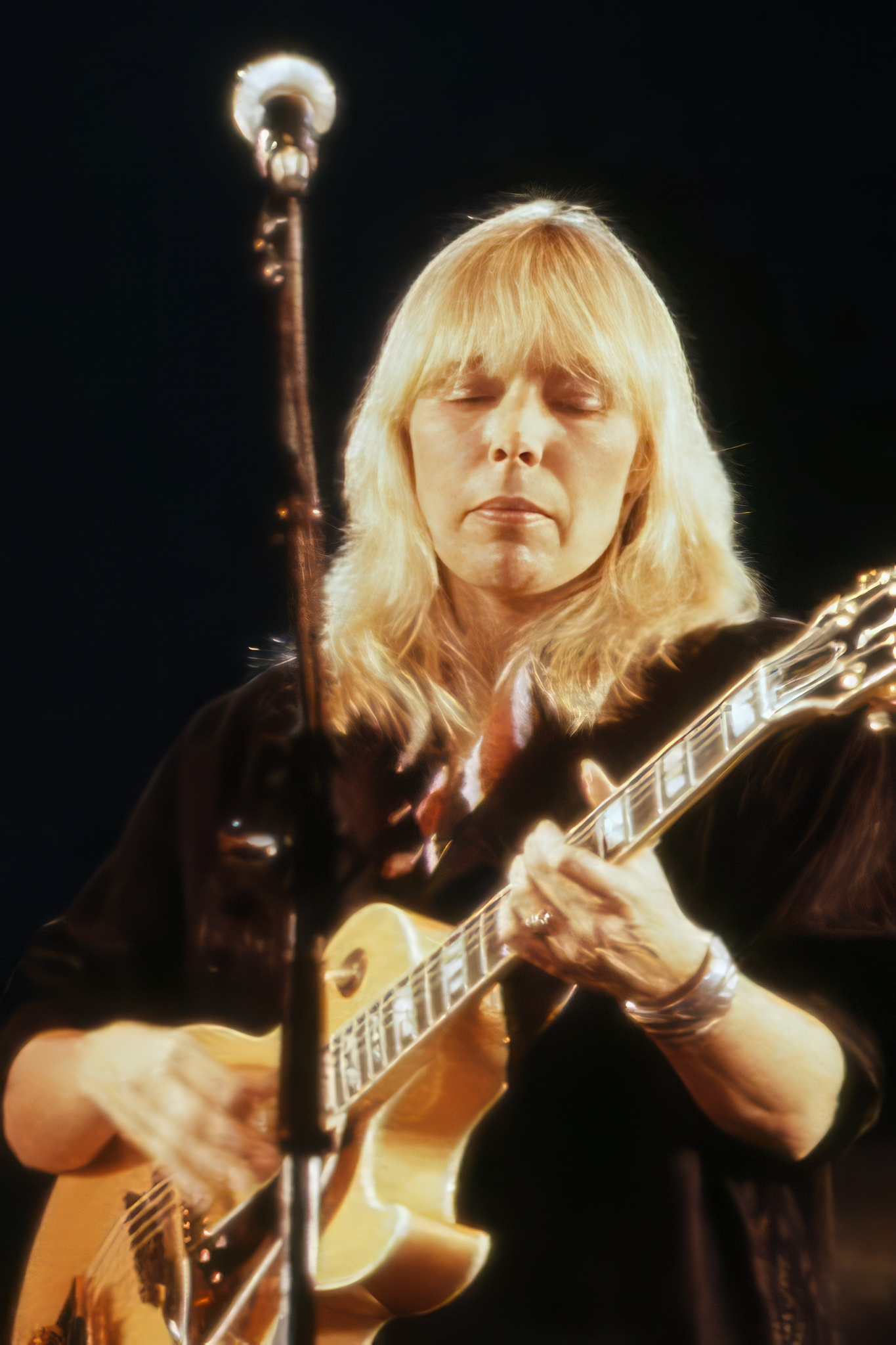
Joni Mitchell, 1983

1. Emotional Pump
Den Song nahm Prince am 16. und 17. Oktober 1986 b auf und komponierte ihn gezielt für Joni Mitchell, den sie aber ablehnte.[56] Ihr musikalischer Einfluss hatte sich im Laufe der Jahre mehrfach in seiner Musik manifestiert; 1980 bedankte er sich bei ihr im Booklet von Dirty Mind, 1981 platzierte er ihren Namen auf dem Rückcover von Controversy und am 3. August 1983 spielte er ihren Song A Case of You (aus Blue, 1971) bei einem Konzert zum ersten Mal live. 1985 sagte Prince in einem Rolling Stone-Interview, Mitchells Album The Hissing of Summer Lawns (1975) sei das letzte gewesen, das er „bis zum Ende geliebt“ habe, und im Liedtext von The Ballad of Dorothy Parker erwähnt er ihr Stück Help Me, 1974 auf Court and Spark veröffentlicht. Zwar trafen sich Prince und Mitchell einige Male, aber ihre gegenseitige Bewunderung entwickelte sich nicht zu einer Freundschaft.[39]
2. Rebirth of the Flesh (with Original Outro)
Das Stück spielte Prince am 28. Oktober 1986 b ein und platzierte es ursprünglich als Opener auf seinen nicht veröffentlichten Alben Camille sowie Crystal Ball. Am 28. August 2001 brachte er über seine damalige Website mit Rebirth of the Flesh (Rehearsal '88) ein Rehearsal von dem Song aus dem Januar 1987 für die bevorstehende Sign-o’-the-Times-Tour heraus. Fälschlicherweise ist die Aufnahme mit „88“ datiert.[57]
3. Cosmic Day
Den Song nahm Prince am 15. und 16. November 1986 b auf und am 30. November stellte er das Album Crystal Ball fertig, allerdings ohne Cosmic Day. Die von Clare Fischer am 5. Dezember 1986 hinzugefügten Arrangements in den Mad Hatter Studios in Los Angeles in Kalifornien sind auf Sign o’ the Times Super Deluxe weggelassen worden.[39]
4. Walkin’ in Glory
Den Track spielte Prince vom 7. bis zum 9. Dezember 1986 b ein, genau wie Bob George,[58] den er ein Jahr später auf dem Black Album platzierte. Da Prince im Liedtext von Bob George die Rolle eines Frauenfeindes mit antisozialer Persönlichkeitsstörung einnimmt, mutmaßte Toningenieurin Susan Rogers über das Stück Walkin’ in Glory: „Vielleicht hat er es aufgenommen, um Bob George zu kompensieren.“[23]
5. Wally
Ursprünglich nahm Prince eine Klavierballade mit Namen Babyless auf, die er aber am 28. Dezember 1986 a überarbeitete und in Wally, nach Backgroundsänger und Tänzer Wally Safford (* 1959; † 2022), umbenannte.[59] Er schrieb den Song „wenige Monate, nachdem er seine Beziehung zu Susannah Melvoin beendet hatte“, wie Susan Rogers feststellte. Über die Aufnahme mit Prince sagte sie: „Nur wir beide waren da. Ich glaube, es war Wochenende. Er schrieb mir auf, was er wollte: mächtige Soundkulisse, mit langem Nachhall. Es sollte eine Ballade werden. Der Track beginnt mit gesprochenem Text. Er sagt etwas zu Wally. Wally gehörte damals zu seiner Crew, er war einer der Bühnentänzer. Er spricht davon, dass er ausgehen will und macht Wally ein Kompliment zu seiner Brille. ‘Kann ich sie aufsetzen? Ich gehe heute Abend auf eine Party und will gut aussehen’, sagt er. ‘Ich will ausgehen, weil ich gerade mit jemandem Schluss gemacht habe und herausfinden will, ob ich jemand Neues finde’. Der Part ist mit einer Melodie unterlegt. Im Refrain singt er: ‘Oh my la de da. Oh my la de da.’ Es ist ein Wortspiel, es klingt wie ‘oh my melody’ aber auch wie ‘oh my malady’ – meine Krankheit, mein Leiden. Der Refrain bricht ab. Dann kommt ein Crescendo, der Song wird groß, gewaltig. Er schichtet die Backing Vocals übereinander und das Klavier kommt ganz groß raus. Wieder ein Break. Er sagt zu Wally: ‘Du kannst deine Brille wiederhaben. Ich gehe doch nicht aus.’ Der Song war wundervoll, einfach wundervoll. Die Arrangements, die Idee, der Ausdruck, einfach großartig. Ich hatte Jahre darauf gewartet, einen Prince-Song wie diesen zu hören. Es tat mir weh, ihn so ehrlich zu hören. Als wir die Aufnahme beendet hatten, sagte er: ‘Drück bei allen 24 Spuren auf „Aufnahme“ und lösche alles.’ Er sagte das ganz ruhig. Ich widersprach: ‘Nein! Denk nochmal drüber nach, schlaf eine Nacht drüber.’ Er sagte: ‘Okay, ich mach’s selbst.’ Er versetzte alle 24 Spuren in den Aufnahme-Modus, fertig. Dann drückte er auf „Aufnahme“ und löschte alles. Alles war weg.“[60] Eric Leeds meinte, dass Wally „das einzige Mal war, dass er einen Song, den er gerade gemacht hatte, komplett gelöscht hat. Das einzige Mal. Das war ein sehr, sehr persönlicher Song für Prince, und ich glaube nicht, dass er die Absicht hatte, es jemals zu veröffentlichen.“

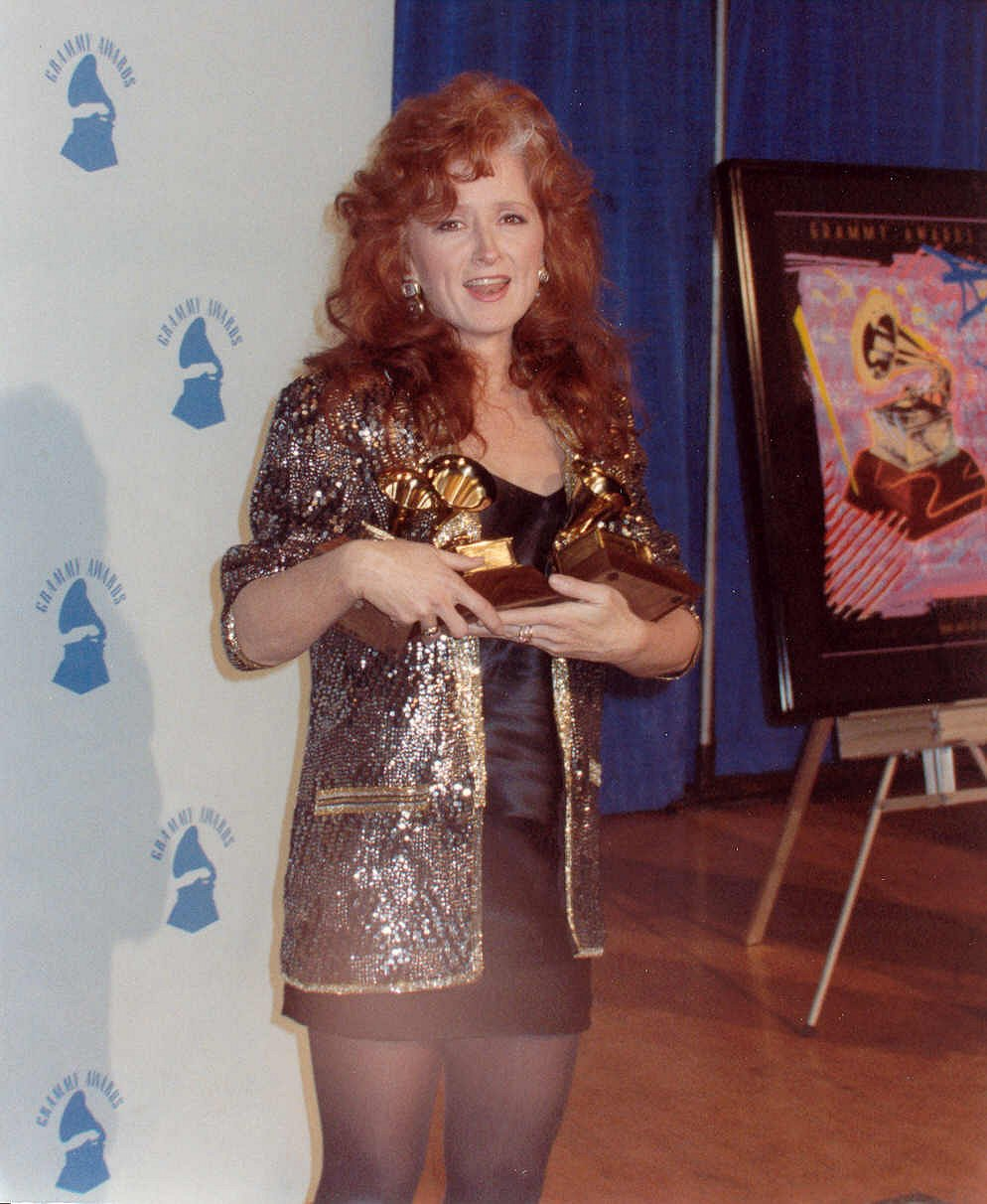
Bonnie Raitt, 1990

 Die auf der Neuauflage vorhandene Version von Wally nahm Prince am 29. und 30. Dezember 1986 auf,[61] allerdings in einer komplett anderen Version mit weniger persönlichen Liedtext. Atlanta Bliss und Eric Leeds fügten dieser Version entsprechende Parts hinzu.[23] Anlässlich der Veröffentlichung von Sign o’ the Times Super Deluxe erklärte der damalige Kurator Michael Howe von The Prince Estate im Jahr 2020, die Originalversion von Wally sei nicht auffindbar, obwohl „jeder möglicher Stein umgedreht“ worden sei.[62]
6. I Need a Man Bonnie Raitt, 1990
Nach dem Prince am 10. Dezember 1986 ein Livekonzert von Bonnie Raitt im Beverly Theater in Los Angeles besucht hatte, wollte er sie bei Paisley Park Records unter Vertrag nehmen und mit ihr Songs aufnehmen.[63] Er bot ihr die vier Stücke I Need a Man, Promise to Be True, Jealous Girl und There’s Something I Like About Being Your Fool an, wovon sie lediglich bei I Need a Man und There’s Something I Like About Being Your Fool Versionen mit ihrem Gesang aufnahm. Letztendlich lehnte Raitt aber alle vier Songs ab und eine Zusammenarbeit mit Prince kam nicht zustande.
 Ursprünglich nahm Prince I Need a Man im August 1981 für das Debütalbum seines damaligen Nebenprojekts The Hookers auf, eine von ihm gegründete Girlgroup, die er später in Vanity 6 umbenannte. Aber den Song veröffentlichte er nicht.[64][65] Am 22. Januar 1987 c überarbeitete er das Stück und am 3. April 1987 übernahm Bonnie Raitt den Hauptgesang,[66] doch ihre Version ist bis heute (2025) unveröffentlicht.
7. Promise to Be True
Den Track spielte Prince bereits am 30. April 1983 ein und platzierte den Song auf dem zweiten Studioalbum von Vanity 6, das er aber nicht fertigstellte.[67][68] Am 25. Januar 1987 c überarbeitete er den Song für eine mögliche Veröffentlichung von Raitt.[66]
8. Jealous Girl (Version 2)
Das Stück nahm Prince wie I Need a Man im Sommer 1981 für The Hookers auf, brachte es aber auch nicht heraus.[65] Im Jahr 1985 bot er es The Bangles an, die sich aber für den von ihm ebenfalls geschriebenen Song Manic Monday entschieden.[64][69] Am 26. Januar 1987 überarbeitete Prince Jealous Girl c für Raitt.[66] Auf der Neuauflage ist der Song mit „Version 2“ betitelt, doch die Originalaufnahme aus dem Jahr 1981 ist bis heute (2025) unveröffentlicht.
9. There’s Something I Like About Being Your Fool
Diese Nummer spielte Prince bereits auch im Sommer 1981 ein. Vermutlich komponierte er das Stück für sein im Oktober 1981 veröffentlichtes Album Controversy,[70] platzierte es aber letztendlich nicht. Wie Promise to Be True überarbeitete er auch am 25. Januar 1987 c There’s Something I Like About Being Your Fool für Bonnie Raitt,[71] doch ihre Version mit ihrem Hauptgesang vom 3. April 1987 ist bis heute (2025) ebenfalls unveröffentlicht.
10. Big Tall Wall (Version 2)
Ursprünglich nahm Prince den Track 18. April 1986 auf, aber am 10. Juli 1987 überarbeitete er ihn in seinem Paisley Park Studio auf.[71] Diese Version ist im Original-Drehbuch vom 22. September 1987 seines Films Graffiti Bridge (1990) erwähnt. Zudem platzierte er den Song ein Jahr später am 25. September 1988 auf einer vorläufigen Konfiguration des gleichnamigen Albums, das er im August 1990 letztendlich ohne Big Tall Wall (Version 2) veröffentlichte.[28]
11. A Place in Heaven (Lisa Vocal)
Lisa Coleman sang ihre Version von A Place in Heaven am 20. April 1986 a ein, also gut vier Wochen später als Prince. Susan Rogers meinte, zwar sei Coleman „eine gute Background-Sängerin“, fühle sich aber beim Hauptgesang generell „nicht wohl“. Prince war während der Aufnahme nicht anwesend, war aber mit ihrer Version „sehr glücklich“, wie Rogers sagte, weswegen er die Coleman-Version im Juni und Juli 1986 auf dem Album Dream Factory platzierte.[72]
12. Wonderful Day (12” Mix)
Der Remix wurde vermutlich am 19. Juni 1986 c abgemischt und damit fünf Monate nach der Aufnahme im Januar 1986.[73]
13. Strange Relationship (1987 Shep Pettibone Club Mix)
Gemäß dem Zusatz in Klammern entstand der zuvor unveröffentlichte Remix von Shep Pettibone offensichtlich im Jahr 1987. Er kreierte auch eine Remixversion von Hot Thing, die Prince als B-Seite von der im November 1987 ausgekoppelten Single I Could Never Take the Place of Your Man platzierte. Außerdem gestaltete Pettibone die im Juli 1988 erschienene Maxiverson von Glam Slam (Remix).

| a Galpin Blvd Home Studio, Heimstudio in Chanhassenb Sunset Sound, Tonstudio in Los Angelesc Washington Avenue Warehouse, Tonstudio in Minnesota |

## Gestaltung des Covers

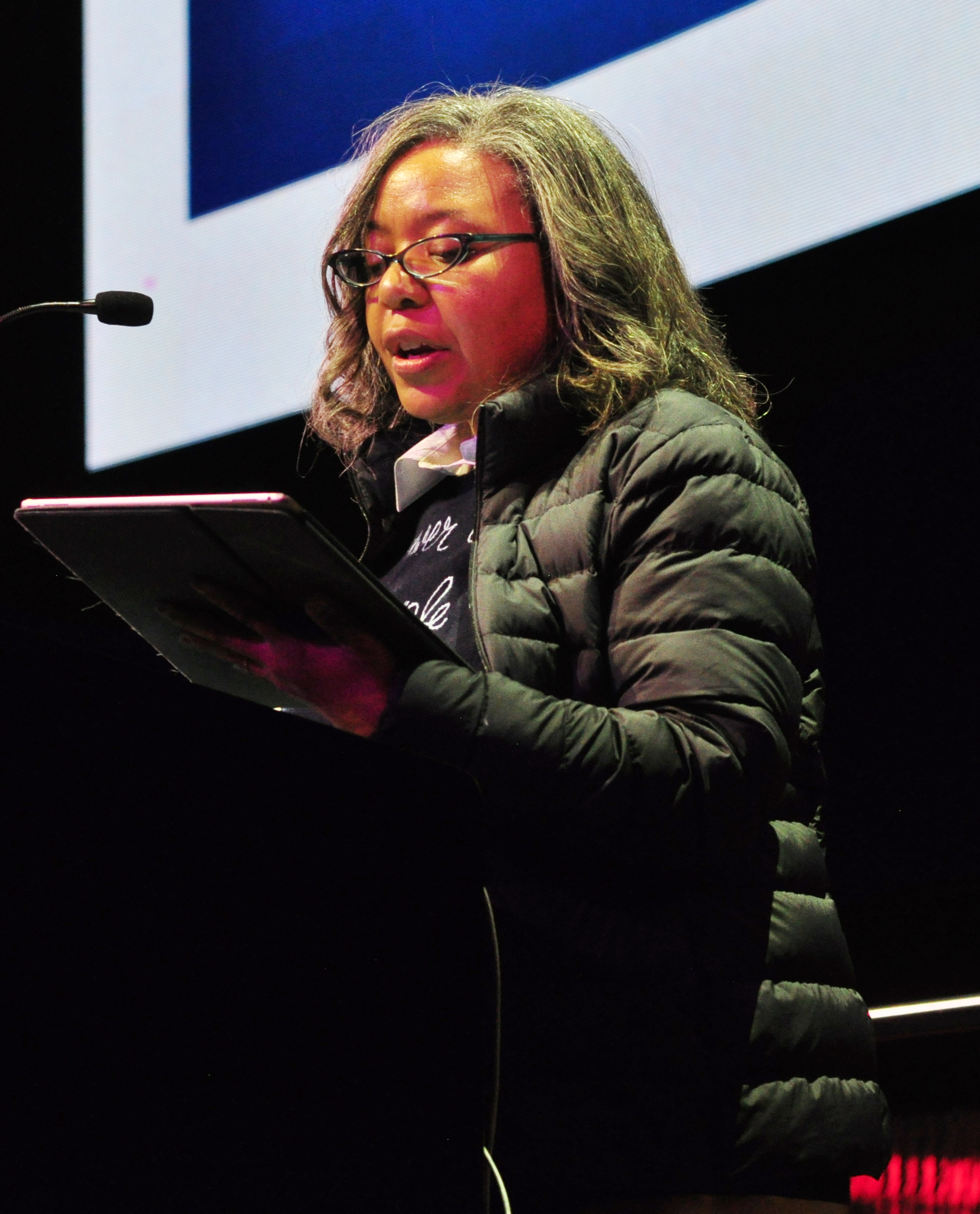
Daphne A. Brooks (2019)

Die beiden Schallplattencover von 1987 und 2020 unterscheiden sich nur geringfügig; im Gegensatz zum Original-Cover zeigt die Neuauflage ein Bild von Prince, das ihn mittig des Covers mit der Gitarre spielend zeigt, die im Original auf dem Fußboden liegt. Zudem ist rechts auf dem Cover ein Kreuz zu sehen und rechts unten ein Transistorradio sowie ein Autoreifen; diese Gegenstände sind beim Original-Cover durch das Prince-Foto verdeckt. Artdirectorin Laura LiPuma war im Jahr 1987 für das Schallplattencover zuständig, genau wie für Purple Rain (1984), Around the World in a Day (1985), His Majesty’s Pop Life/The Purple Mix Club (1985), Parade (1986) und Lovesexy (1988). Sie war die Nichte von Musikproduzent Tommy LiPuma und heißt seit ihrer Hochzeit Laura LiPuma Nash.
Die Super-Deluxe-Edition enthält ein 120-seitiges Hardcover-Buch mit Fotos von Prince’ handgeschriebenen Liedtexten von Songs wie beispielsweise Adonis & Bathsheba, Big Tall Wall, I Could Never Take the Place of Your Man und U Got the Look. Zudem sind von ihm zuvor unveröffentlichte Fotos aus der Sign-o’-the-Times-Ära zu sehen, die US-Fotograf Jeff Katz (* 1960) aufgenommen hatte, der von 1985 bis 1996 elf Jahre mit ihm zusammenarbeitete.
Die Liner Notes verfassten folgende sieben Personen:
- Andrea Swensson (* 1983), US-amerikanische Autorin, Musikjournalistin und Radiomoderatorin in Minnesota
- Daphne A. Brooks (* 1968), US-Professorin für African American studies und Theaterwissenschaft an der Yale University
- Dave Chappelle (* 1973) im Gespräch mit dem französischen Artdirector und Fotograf Mathieu Bitton (* 1973)[76]
- Duane Tudahl (* 1970), seit Anfang der 1990er Jahre in der US-Unterhaltungsindustrie tätig und Autor von Prince-Büchern[77]
- Lenny Kravitz (* 1964), 1993 bis 2004 sporadisch musikalischer Gast bei Prince-Konzerten
- Susan Rogers (* 1956), 1983 bis 1987 Toningenieurin für Prince und seit 2010 Doktorin der Psychologie[78]

## Musik und Liedtexte

### Single Mixes & Edits
Die Beschreibung „Musik und Liedtexte“ ist ebenfalls im Artikel des Originalalbums zu finden.

### Vault, Part 1

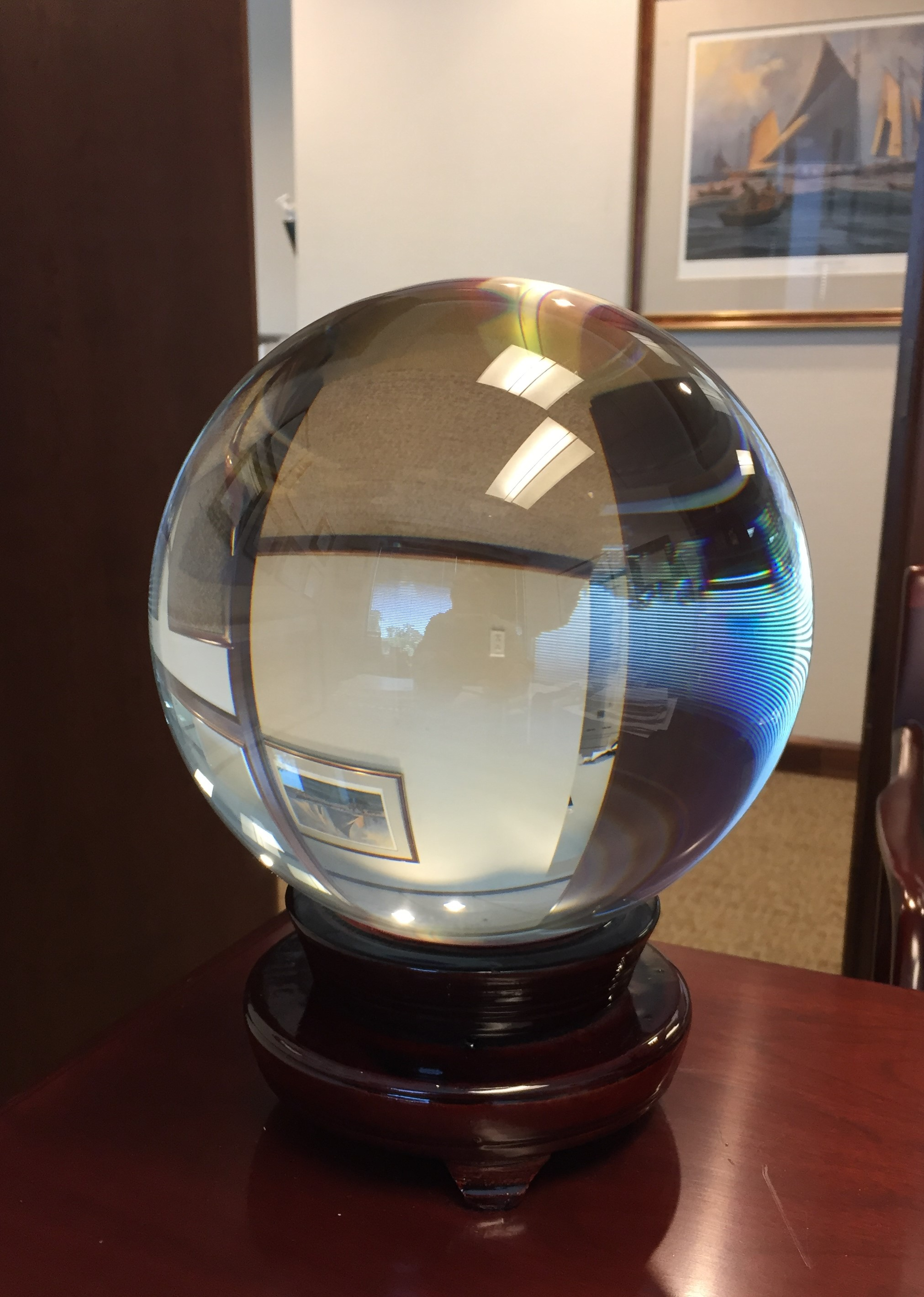
Foto einer Glaskugel

Die Musik von ist eine stilistische Kombination aus den Musikgenres Contemporary R&B, Funk, Jazz, Pop, Rock und Soul. Zudem setzt Prince Synthesizer und das Linn LM-1 als Drumcomputer ein, womit er in Musikgenres wie Electro Funk und Elektronische Tanzmusik vordringt. Außerdem sind auf dem Album Balladen und drei Instrumentalstücke zu hören. Neben seinem charakteristischen Falsettgesang benutzt Prince auch tiefere Stimmlagen. In den Liedtexten widmet er sich Themen wie Liebe, Spiritualität, Sex und Wollust. Als Begleitsängerinnen sind Lisa Coleman und Wendy Melvoin zu hören.
1. I Could Never Take the Place of Your Man (1979 Version)
Im Gegensatz zu der zuvor veröffentlichten Version besitzt diese Einflüsse von Rockabilly. Zudem benutze Prince Live-Drums und spielte alle weiteren Instrumente wie E-Bass, Gitarre und Synthesizer selbst ein, Handclaps sind von ihm ebenfalls zu hören. Der Liedtext ist mit der Version von 1987 identisch.[11]
2. Teacher, Teacher (1985 Version)
Der aus dem Genre Popmusik stammende Song besitzt eine markante Melodie. Lisa Coleman und Wendy Melvoin übernahmen die Backing Vocals und steuern einen Sitar-ähnlichen Klang bei. Den zuweilen anzüglichen Liedtext singen Prince, Coleman und Melvoin aus der Perspektive einer jungen Frau und schildern, wie ein Lehrer ein Schulmädchen begehrt; er bietet ihr bessere Noten als Gegenleistung für Sex an, woran sie aber nicht mehr interessiert ist.[15] Die Originalversion von Teacher, Teacher aus dem Jahr 1982 wurde von The Prince Estate auf dem Album 1999 Super Deluxe im Jahr 2019 veröffentlicht.
3. All My Dreams
Der Track ist eine fröhliche und melodische Popnummer, die zu den besten von Prince zuvor unveröffentlichten Outtakes gezählt werden kann. Das Stück ist gleichzeitig einprägsam und wurde von ihm anspruchsvoll komponiert. Es enthält mehrere verschiedene musikalische Abschnitte; der erste Teil besitzt zwei sich abwechselnde melodische Themen, wobei Coleman und Melvoin im Gesang eine prominente Rolle spielen. Die Stimme von Prince ist so bearbeitet, als würde er durch einen Telefonhörer singen. Ohne den musikalischen Fluss zu unterbrechen, tritt der Song in ein traumähnliches Segment ein, in dessen Mittelpunkt ein wiederkehrendes, fanfarenartiges Keyboard-Motiv steht. Prince’ Gesang wird etwa mit der Hälfte des regulären Tempos abgespielt, zudem sind verschiedene Soundeffekte zu hören. Der wortlose Gesang von Coleman und Melvoin dient als Überleitung zur Melodie des Anfangsteils. Der Liedtext zelebriert eine erotische Fantasie, in deren Mittelpunkt das phallische Traumbild eines U-Boots steht, das „das jungfräuliche Meer erobert“. Prince offenbart seiner Freundin, er sei in all seinen Träumen ihr Lehrer, und sie werde von allem überrascht sein, was er ihr beim Sex zeigen werde. Der Song endet mit der Botschaft, niemals seine Träume aufzugeben. Einen Ausschnitt von seiner verlangsamten Rede fügte Prince am Ende des Songs Acknowledge Me ein, den er auf seinem Album Crystal Ball (1998) veröffentlichte.[17]
4. Can I Play with U?
Bei dem Stück aus dem Genre Funk spielt Miles Davis Trompete, Adam Holzman Synthesizer und Marcus Miller Bassgitarre. Prince steuert Gitarrenspiel bei und Eric Leeds ein Saxophon-Riff. Der von Prince im leicht beschleunigten Gesang vorgetragene Liedtext kann als belanglos bezeichnet werden; er macht einer jungen Frau Annäherungsversuche, die er an einer Mauer allein stehend bemerkt: „Wenn du mich willst und du Mut hast, gib mir einfach deine Nummer, Baby, ich ruf dich an“, singt er beispielsweise.[2]
5. Wonderful Day
Der Track beginnt als fröhliche Popnummer, wirkt im Verlauf jedoch zuweilen unkonzentriert und entwickelt sich zu einem sich wiederholenden Funk-Vamp. Das Arrangement ist spartanisch, wobei – für Prince sehr ungewöhnlich – ein Drumcomputer E-mu SP-12 die Hauptbegleitung übernimmt. Das Schlagzeugmuster ist markant, aber unstrukturiert, was die Aufmerksamkeit von der Melodie ablenkt. Der Liedtext fördert positives Denken und bietet vereinfachende Lösungen an, wie „wenn etwas in die Quere kommt, kriegst du einen Kuss auf die Wange und alles in wieder in Ordnung“ und „niemand ist daran schuld, nur du selbst, wenn du nicht tust, was du willst.“ Seine aufmunternden Aussagen beschreibt Prince im Song als „einfache kleine Pop-Psychologie“. Die Worte „wonderful day, wonderful night“ werden in ähnlicher Weise gesungen wie „beautiful day, beautiful night“ im Song It’s Gonna Be a Beautiful Night.[79]
6. Strange Relationship (Original Version)
Die Version wirkt zuweilen psychedelisch angehaucht, was auf der zuvor veröffentlichten nicht der Fall ist. Der Liedtext enthält in der dritten Strophe die Textzeile „I’ll take all the blame, but I’m only human“ anstatt „I’ll take all the blame, yo baby, I’m sorry“, ansonsten ist der Liedtext identisch und handelt von einer Hassliebe zwischen einer Frau und einem Mann, aus der keiner der beiden als Sieger hervorgeht. Im September 2018 brachte The Prince Estate auf dem Album Piano & A Microphone 1983 eine Klavierversion von Strange Relationship heraus, die sich deutlich unterscheidet.
7. Visions
Das ruhige Instrumentalstück spielt Lisa Coleman ausschließlich auf dem Klavier, bei dem Prince nicht mitwirkt.
8. The Ballad of Dorothy Parker (with Horns)
Da in dieser Version Atlanta Bliss Trompete spielt und Eric Leeds Querflöte, ist der Zusatz „with Horns“ im Titelnamen angegeben. Der Liedtext entspricht dem vom Originalalbum und handelt von einer blonden Kellnerin namens „Dorothy Parker“, bei der Prince mittels einer anonymen Affäre Trost sucht.
9. Witness 4 the Prosecution (Version 1)
Der von Blues und Rock geprägter Song wird von Prince’ Gitarrenspiel dominiert. Das Stimmengewirr am Anfang und Ende des Songs wurde durch einen Fairlight-CMI-Synthesizer erzeugt. Im Liedtext fleht Prince eine Frau an, ihn nicht zu verlassen und versichert ihr, „was immer du denkst, was ich getan habe, du irrst dich, ich würde es nicht einmal wagen. Weil du weißt, dass ich Zeuge für die Anklage [Witness 4 the Prosecution] von Hass in dieser Liebesaffäre bin“.[23] Ob Prince den Titelnamen in Anlehnung an dem Film Witness for the Prosecution (1957) (Zeugin der Anklage) gewählt hatte, ist nicht bekannt.
10. Power Fantastic (Live in the Studion)
Die von Jazz angehauchte Ballade beginnt mit Anweisungen, die Prince an seine Bandmitglieder richtet. Anschließend startet ein Instrumental-Intro. Den Song trägt Prince vorwiegend am Klavier vor, wobei aber auch Blechblasinstrumente zum Einsatz kommen. Er singt im Falsett und der spirituell angehauchte Liedtext handelt von einem Menschen, der Angst vor der Akzeptanz hat, Liebe oder Gott in sein Herz zu lassen. Beispielsweise singt Prince: „Zumindest ist Fantastische Macht [Power Fantastic] in deinem Leben. Zwar bist du ein wenig besorgt, doch die Ursache dafür ist das, was du willst und brauchst“. Eine Version ohne Intro veröffentlichte er im Jahr 1993 auf The Hits/The B-Sides.[80]
11. And That Says What?
Der Up-tempo Song ist aus dem Bereich Funk und besteht aus Instrumentalmusik; erst als die Musik zu Ende ist sagt Prince den sehr leise gesprochenen Satz „And That Says What?“ Allgemein bezieht sich diese Aussage auf jemanden, der versucht, einer anderen Person mittels Argumentation etwas zu beweisen, darauf aber die zweifelhafte Frage „Und was sagt das aus?“ erhält.[39]
12. Love and Sex
Die melodische Pop-Nummer besitzt einen eingängigen Refrain, kombiniert aus Staccato-Klavier und Gesang von Prince, bestehend aus Falsett und tieferen Stimmlagen. Blechbläser, Hammondorgel und Live-Drums dominieren als Instrumentierung. Der Liedtext handelt von einer romantischen Liebesbeziehung, in der sich Prince und seine Freundin als „zwei Kinder in einer Erwachsenen Welt“ darstellen, die „mit Liebe und Sex spielen“. Sein erklärter Wunsch ist: „Alles, was ich will, bist du, Liebe und Sex“. Trotz der Glückseligkeit empfindet er Liebe und Sex aber als „emotionales Karussell“ und meint, dass beide ihre „Zeit besser nutzen könnten“.[30]
13. A Place in Heaven (Prince Vocal)
Das melodiöses Stück stammt aus dem Genre Pop. Prince singt in dem für ihn typischen Falsett über eine spärliche Klavieruntermalung und einem Drumcomputer, der einen sanften Walzertakt liefert – ein Stück im Walzertakt hatte er zu diesem Zeitpunkt (1986) noch nie komponiert. Der zuweilen spirituell angehauchte Liedtext handelt von der Wichtigkeit einer positiven Lebenseinstellung und das bestmögliche aus dem Leben zu machen. „Wir alle wollen einen Platz im Himmel. Es gibt nur wenige Suiten dieses Niveaus. Seien wir nicht faul, es gibt keinen Zimmerservice. Es liegt alles an mir und dir“, singt Prince unter anderem.[72]
14. Colors
Das einminütige Instrumentalstück ist ein von Wendy Melvoin vorgetragenes ruhiges und von Jazz angehauchtes Gitarrenspiel. Das Stück stellt mehr eine kurze Bridge zum nachfolgenden Song dar als eine ausgereifte Komposition.[30]
15. Crystal Ball (7" Mix) Foto einer Glaskugel
Der Song besitzt Elemente aus dem Bereich Funk, Pop und Rock. Das Stück wirkt zuweilen unfokussiert komponiert, besitzt aber eine anspruchsvolle Struktur. Prince nahm den Song am 17. April 1986 auf und damit zwei Tage nach der Operation El Dorado Canyon, ein US-amerikanischer Luftangriff gegen Ziele in Libyen, was sich im Liedtext widerspiegelt; er drückt Ängste vor einem bevorstehenden Krieg aus und beschreibt eine Welt in Aufruhr, in der überall Bomben explodieren, „Hass schreitet voran“. Er argumentiert, ungezügelter Hedonismus sei die einzig vernünftige Reaktion auf die Angst vor dem Tod. Außerdem fragt er seine Freundin mehrfach, ob sie „jemals eine Kristallkugel [Crystal Ball] besaß“, mit der sie die Zukunft hätte vorhersagen können. Eine weitere Textzeile lautet: „Mein Baby malt Bilder von Sex. Überall an den Wänden in grafischen Details – Sex!“ Diese Aussage bezog sich auf ein Wandgemälde mit zwei nackten Nymphen in voller Größe, inklusive Brustwarzen und Schambehaarung, das seine damalige Verlobte Susannah Melvoin in einem Raum aufgehängt hatte, der an Prince’ Tonstudio angrenzte.[81][82]
16. Big Tall Wall (Version 1)
Der Track stammt aus dem Genre Pop und enthält weniger persönlichen Liedtext von Prince als in der Version auf „Vault, Part 3“. Anstatt eine besitzergreifende Beziehung darzustellen, ist „Version 1“ ein Ausdruck von Liebe; beispielsweise änderte er die Textzeile „Du weißt, dass ich noch eine andere habe, aber das wird mich und dich nicht davon abhalten, Spaß zu haben“ in „Du weißt, dass du meine einzige bist, nichts wird uns davon abhalten, Spaß zu haben.“[28]
17. Nevaeh Ni Ecalp A
Der ungewöhnliche Songtitel ist die rückwärts Schreibweise von „A Place in Heaven“. Auch der Hauptgesang von Lisa Coleman und die Backing Vocals von Wendy Melvoin sind im rückwärts abgespielten Gesang zu hören. Zudem enthält der Song die rückwärts abgespielte Musik von A Place in Heaven.[30]
18. In a Large Room with No Light
Eine komplizierte Saxophonlinie von Eric Leeds bildet den Auftakt zu dem lebhaften Stück, das aus dem Genre Rock mit einem ausgeprägten Jazz-Flair oder Fusion-Jazz beschrieben werden kann.[27] Der Song wurde im Studio live aufgenommen und Sheila E. ist sowohl am Schlagzeug als auch an den Perkussions zu hören. Die Bassgitarre spielt Levi Seacer Jr., den Prince im Jahr 1990 als Gründungsmitglied von The New Power Generation integrierte. Die Anfangszeile kehrt während des Songs dreimal zurück, nun begleitet von Prince’ „la-la-la-la“-Gesang. Der Refrain hat jedoch eine etwas andere „la-la-la-la“-Hintergrundstimme und wird im Falsett gesungen. Die Leichtigkeit der Musik steht im Widerspruch zum ernsten Liedtext, der die Härte des Lebens und das Gefühl des Verlorenseins verurteilt. Prince vergleicht das Leben mit der „Suche nach einem Penny in einem großen Raum ohne Licht“ und betont die Bedeutung von Bildung: „Oh, wenn du nur deinen Geschichtsunterricht bestehen könntest, vielleicht wäre das Leben in Ordnung“.[30]

### Vault, Part 2

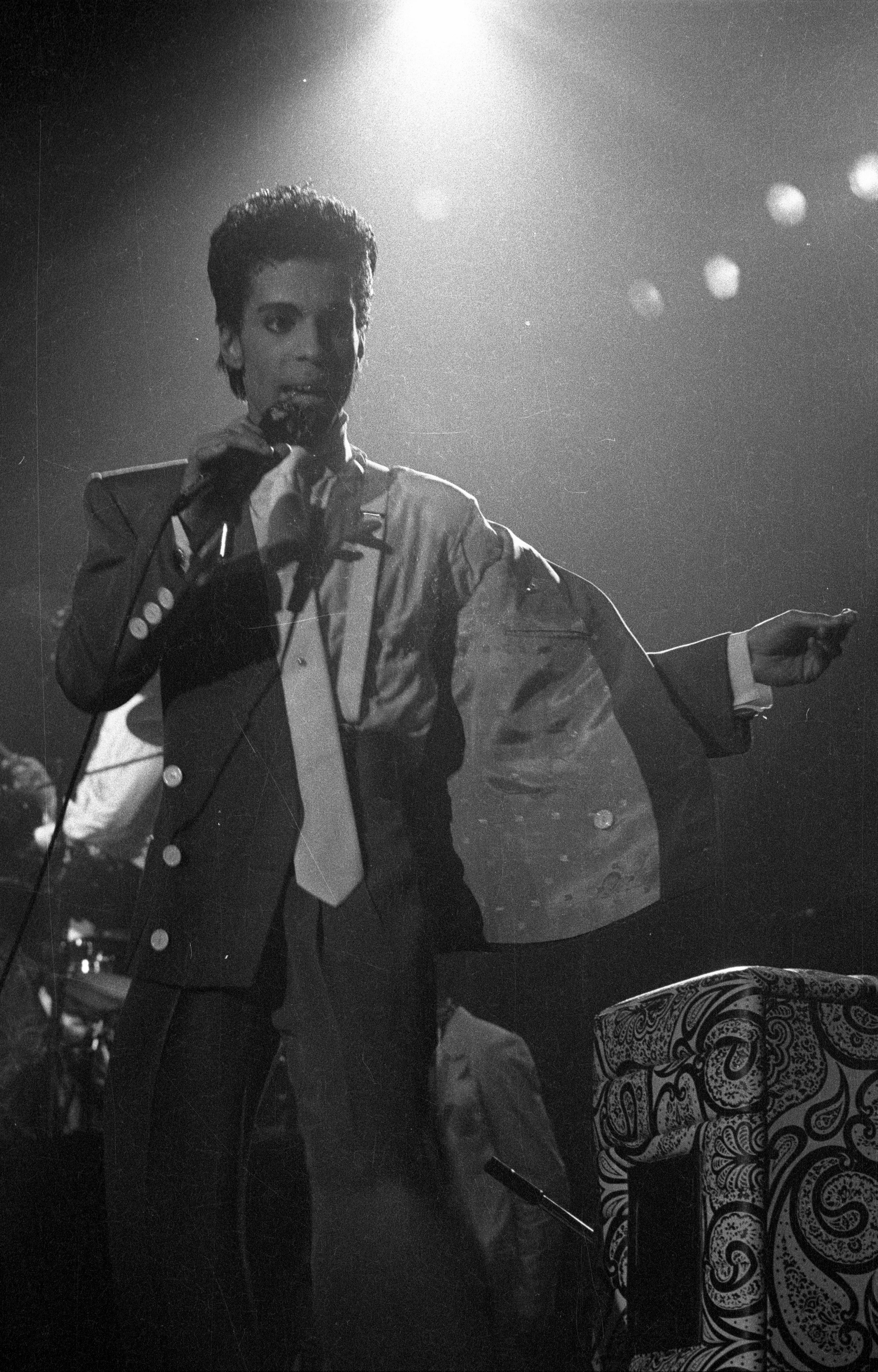
Prince (1986)

1. Train
Die von Prince im ausschließlich gesungenen Falsett Funk-Nummer besitzt einen von einem Drumcomputer erzeugten stampfenden Beat, begleitet von Atlanta Bliss an der Trompete und von Eric Leeds am Saxophon.[83] Der Liedtext handelt von einer am scheiternden Liebesbeziehung zwischen Prince und seiner Freundin.
2. It Ain’t Over ‘Til the Fat Lady Sings
Die Idee für den Titelnamen des Instrumentalstücks stammte von Eric Leeds und erinnert zuweilen an ein Broadway-ähnliches Musical. Das für eine Prince-Komposition ungewöhnliche Stück besitzt Musikstile aus den unterschiedlichsten Genres; beispielsweise ein von Reggae inspiriertes Interlude und ein von Jazz angehauchtes Klavierspiel, das von Lisa Coleman vorgetragen wird. Mit seiner komplizierten Struktur, seinen Tempowechseln und komplexen melodischen Themen ist das Stück das Gegenteil von Pop-Melodien wie beispielsweise A Place in Heaven, Everybody Want What They Don’t Got und Starfish and Coffee, die Prince ebenfalls im Jahr 1986 geschrieben hatte.[30] Die Aussage „It ain’t over till the fat lady sings“ („Es ist nicht vorbei, bis die dicke Dame singt“) ist US-Umgangssprache, die oft als Sprichwort verwendet wird; das Sprichwort warnt vor der Annahme, dass ein Ergebnis eines noch laufenden Geschehens bereits definitiv ist, bevor es zu Ende ist. Vor allem im Zusammenhang mit Sportwettkämpfen wird die Ausdrucksweise verwendet.
3. Eggplant (Prince Vocal)
Der Track stammt aus dem Bereich Pop und Rock. Als Inspiration für den Titelnamen diente Prince eine Unterhaltung zwischen den Zwillingsschwestern Susannah und Wendy Melvoin über eitle Mädchen, die ständig in den Haaren spielen, während sie sich mit jemandem unterhalten.[39] Das in den meisten Ländern als „Aubergine“ bezeichnete Gemüse ist in den USA als „Eggplant“ bekannt.
4. Everybody Want What They Don’t Got
Das Stück erinnert an ein für The Beatles typisch geschriebener Song mit markantem Refrain. Klavierspiel im Staccato sorgt für die Hauptbegleitung, zudem sind Synthesizer, die Bläser imitierten, live eingespieltes Schlagzeug und Backing Vocals von Wendy Melvoin und Lisa Coleman zu hören. Der Liedtext handelt von einer leichtherzigen Verurteilung menschlicher Eifersucht und Gier, mit der Warnung von Prince: „Lass dich nicht von deinem gierigen Herzen täuschen, es könnte der Teufel in Verkleidung sein“. Außerdem erzählt er die Geschichte von einer Frau mit Namen Sweet Sara Succotash, die sich keinen silbernen Schal leisten kann, weil sie von „ihrem letzten Pfennig“ ein „Jack-Benny-Album voller dummer Witze“ gekauft hat, „die niemand versteht“. Am Schluss von Everybody Want What They Don’t Got (Jeder will, was er nicht hat) murmelt Prince augenzwinkernd den unvollendeten Satz: „Ja, weißt du, ich hatte wirklich ein Auge auf deine Sprinkleranlage geworfen. Und ich dachte mir, da du sie nie benutzt ...“[84]
5. Blanche
Im Intro von dem gitarrenlastigen Funk-Stück teilt Prince mit, es handle von einem „Mädchen namens Blanche und einem Typen namens Stanley’s Desire“. Der Song hat aber keinen Bezug auf das Drama Endstation Sehnsucht (1947), bei dem die Hauptdarsteller Blanche DuBois und Stanley Kowalski heißen.
6. Soul Psychodelicide
Die Funk-Nummer kann mehr als Jamsession als ein ausgefeilter Song bezeichnet werden, der Liedtext besteht nur aus den Worten „Ice Cream“ und „Soul Psychodelicide, it’s a helluva thing“. Abgesehen von Prince, Coleman und Melvoin sind mit Bobby Z. am Schlagzeug, Brown Mark am E-Bass, Dr. Fink am Keyboard, Miko Weaver an der Gitarre, Atlanta Bliss an der Trompete und Eric Leeds am Saxophon alle damaligen Mitglieder von The Revolution zu hören.[44] Der von Prince im August 1990 veröffentlichte Song Joy in Repetition auf seinem Album Graffiti Bridge enthält die Textzeile „Live music from a band plays a song called Soul Psychodelicide“; Joy in Repetition hatte er am 17. Juli 1986 aufgenommen und damit fünf Tage vor Soul Psychodelicide.[5]
7. The Ball
Der Funk-Party-Song enthält im Liedtext keine tiefere Botschaft; Prince hat „keine Zeit für Attitüden“ und fordert alle auf, „jegliche Vorstellung davon, wie die Dinge sind“ aufzugeben, um „loszulegen“. Den überwiegenden Teil der Musik benutze er im Song Eye No auf Lovesexy (1988).[28]
8. Adonis & Bathsheba
Die Pop-Ballade besitzt eine substanzlos wirkende Melodie und Prince’ Stimmführung kann als enttäuschend bezeichnet werden. Zudem wirkt das Arrangement zuweilen überladen und überreizt; Bläser, Streicher und weitere Instrumente konkurrieren um Aufmerksamkeit.[85] Im Liedtext schildert Prince eine erotische Liebesbeziehung zwischen einem Mann namens Adonis und seiner Freundin Bathsheba, wie sich beide in einem verlassenen Haus mit Gartenlaube befinden. Da es kein Bett gibt, „beschließen sie zu stehen“, um Liebe zu machen.
9. Forever in My Life (Early Vocal Studio Run-Through)
Im Gegensatz zu der zuvor veröffentlichten Version besteht diese aus einem R&B-Arrangement. Prince’ mehrere Gesangsspuren werden von Keyboards und Akustische Gitarren mit verschiedenen Akkordwechseln begleitet. Zudem ist etwas zusätzlicher Liedtext enthalten.[86]
10. Crucial (Alternate Lyrics)
Die von Prince in seiner Falsettstimme gesungene R&B-Ballade ist ein gefühlvoller Song mit markantem Refrain. Im Liedtext will er, dass ihm seine Geliebte „alles zeigt“, denn „unsere Liebe muss entscheidend [Crucial] sein. Entscheidend für alles von A bis Z“. Im Jahr 1998 veröffentlichte Prince eine dezent andere Version auf seinem Album Crystal Ball, bei der er seinem Gesang einen signifikanten Hall hinzugefügte sowie weitere kleine Änderungen in der Abmischung vornahm.[87]
11. The Cocoa Boys
Der mid-tempo Song ist aus dem Bereich Funk und Pop. Im Liedtext schildert Prince ein musikalisches Duell zwischen einer Musikgruppe mit Namen The Cocoa Boys und einer konkurrierenden anderen Band, die er nicht näher beschreibt. Dem Liedtext zufolge besitzen alle Mitglieder von The Cocoa Boys blonde Haare und besteht aus den fiktiven Brüdern Frankie und Joey Coco sowie einem „haushohen“ Posaunisten und einer Sängerin, die Sandra Dee ähnelt; Dee galt in den 1960er Jahren als attraktives blondes Teenager-Model und arbeitete später als Schauspielerin.[39]
12. When the Dawn of the Morning Comes
Der Up-tempo-Song aus dem Bereich Pop zelebriert im Liedtext eine positive Einstellung zum Leben. Beispielsweise singt Prince im Refrain: „Oh, was für ein Tag, was für ein Tag. Wenn die Morgendämmerung kommt. Oh, was für ein Tag (Was für ein Tag). Es wird Liebe für alle geben“.
13. Witness 4 the Prosecution (Version 2)
Der Track ist aus dem Genre Elektronische Musik und Funk, der Beat basiert hauptsächlich auf Drumcomputer mit E-Bass; Prince spielte alle Instrumente selbst ein. Im Gegensatz zur „Version 1“ enthält der überarbeitete Song zusätzlichen Liedtext; beispielsweise fügte er als Intro die von ihm gesprochenen Sätze „Dies ist die Geschichte von einem niedlichen Pärchen aus Kindertagen, die unzertrennlich waren, bis der eine dem anderen das Herz brach. Sie will ihn verlassen, aber ich würde zuerst sterben. Baby, verlass mich nicht, ich wollte dir nicht wehtun, ich schwöre beim Himmel“, ein, was seine Verzweiflung stärker hervorhebt.[88]
14. It Be’s Like That Sometimes
Das Pop-Stück besitzt einen entspannten Groove, wobei dieser von Prince’ akustischem Gitarrenspiel dominiert wird. Er singt in dem für ihn typischen Falsett, benutzt am Schluss aber auch tiefere Stimmlagen. Der Song ähnelt zuweilen The Ball und wird am Ende ausgeblendet. Der kryptische Liedtext könnte die Trennung zwischen Prince und seiner Begleitband The Revolution thematisieren, die er offiziell am 16. Oktober 1986 und damit fünf Tage nach der Aufnahme des Songs öffentlich bekannt gab. Doch intern hatte er bereits ein paar Tage vor der Song-Aufnahme den jeweiligen Bandmitgliedern mitgeteilt, dass er The Revolution auflösen werde. Beispielsweise singt Prince im Liedtext: „Dieser Jemand, der euch liebt und euer Leben zusammenhält, könnte euch eines Tages verstoßen und euch bei schlimmstem Wetter rauswerfen.“

### Vault, Part 3
1. Emotional Pump
Den Funk-Song schrieb Prince für Joni Mitchell, die ihn aber ablehnte, weil dieser nicht ihrem Musikstil entsprach. „Ich rief ihn an und sagte ‘Ich kann das nicht singen’“, kommentierte sie. Toningenieurin Susan Rogers bedauerte, dass das Stück nie veröffentlicht wurde: „Es war immer einer meiner Lieblingssongs. Es hat einen schönen, beschreibenden Text. Der Song beginnt mit ‘Gestern Abend war ich nicht nur für irgendjemanden einsam, letzte Nacht wollte ich dich. Sterne vor meinem Fenster, zählte ich nur zum Spaß, ich habe 2002 gezählt’“. Nachdem Mitchell den Song abgelehnt hatte, arbeitete Prince nicht weiter daran, was Rogers als „Schande“ bezeichnete, weil der Song „großartig“ sei.[39]
2. Rebirth of the Flesh (with Original Outro)
Die dynamisch wirkende Rocknummer wird von einem Gitarren-Riff dominiert. Prince’ Gesang ist beschleunigt und der Liedtext enthält im Refrain mit „La, la, la, la, la, la, Souly-a-Colia“ eine von ihm konstruierte Sprache, die keinen tieferen Sinn ergibt. Im Liedtext präsentiert er „die Begründer des neuen Boogie-Cool“, die „den Beat haben, den du suchst“; sie werden das Publikum „garantiert rocken“, denn sie sind von „der alten Schule“. Die Textzeile „Kick drum pounds on the two and four, all the party people get on the floor“ sagte Prince als einleitenden Satz für seine Lovesexy-Tour im Jahr 1988, und die Melodie des Refrains übernahm er 1991 für den Song Walk Don’t Walk, zu finden auf seinem Album Diamonds and Pearls.[89]
3. Cosmic Day
Der aus dem Genre Rock stammende Song basiert auf Gitarrenriffs, Synthesizern, mehreren Keyboards und Live-Drums. Auf die Titelphrase folgt eine Gitarrenlinie, die den Platz eines gesungenen Refrains einnimmt, was typisch für Prince-Songs ist. Die Melodie ähnelt dem Hauptriff vom Song What Is Life (1970) von George Harrison aus seinem Album All Things Must Pass, was ein Grund für Prince gewesen sein könnte, Cosmic Day zu Lebzeiten nicht zu veröffentlichten. Sein Gesang ist erneut beschleunigt, wodurch dieser höher als sonst üblich ist. Der Liedtext ist spirituell angehaucht und handelt von einem „kosmischen Traum“,[39] beispielsweise singt Prince: „Ich schaue aus meinem Fenster. Ich sehe blaues Smaragdgrün. Da schwimmt ein Wassermann. Er schwimmt den Himmel hinauf. Wie ist er dorthin gekommen?“ Der Refrain lautet: „Es gibt nichts Seltsames, ich bin nicht durcheinander. Ich will nur, dass jeder Tag ein kosmischer Tag ist oder wird.“
4. Walkin’ in Glory
Das Stück ist aus dem Bereich Pop und Rock, in dem Prince unter anderem E-Gitarre spielt, das Schlagzeugspiel übernahm Sheila E. Den Liedtext singt Prince überwiegend im Falsett und ist sehr spirituell angehaucht; offenbar ist seine Geliebte gestorben und „der Herr hat sie mitten in der Nacht in den Himmel gebracht“, was aber „in Ordnung“ ist, weil „ihre Seele“ nun „gerettet“ ist.
5. Wally
Bei der von Jazz und R&B inspirierten Ballade spielt Atlanta Bliss Trompete und Eric Leeds Saxophon, der „einen Tag zu früh“ aus seinem Weihnachtsurlaub zurückkehren musste, um das Stück einzuspielen. Der Titelname bezieht sich auf Wally Safford (* 10. November 1959 als Wallace Anthony Safford in Detroit, Michigan; † 9. September 2022 in Southfield, Michigan)[90][91], der während der Purple-Rain-Tour in den Jahren 1984 und 1985 für die Sicherheit zuständig war. Danach war er bis 1987 Backgroundsänger und Tänzer in Prince’ Begleitbands.[23] Im Liedtext ist Prince von seiner Freundin verlassen worden, weswegen er sich Wally’s „verrückte Sonnenbrille“ leihen möchte, um auf einer Party eine neue Frau kennenzulernen.
6. I Need a Man
Der Song stammt aus dem Genre Funk und Pop und den Liedtext schildert Prince aus der weiblichen Perspektive; eine junge Frau ist ihrem betrügerischen Mann überdrüssig.[65]„Wenn Geld alles ist, was du hast, will ich es nicht. Wenn du mich nicht heiß finden kannst, brauche ich dich nicht hier. Ich brauche einen starken Liebhaber, ich habe keine Zeit, herumzualbern“, lauten Liedtextzeilen.
7. Promise to Be True
Der Track besitzt Elemente aus den Musikgenres Adult Orientated Rock, Elektronische Tanzmusik und New Wave, zudem legt Prince ein verzerrtes Gitarrenspiel über einen Drumcomputer-Loop. Der zuweilen anzügliche Liedtext handelt von einem Mann, der sich für seine Untreue entschuldigt: „Ich habe auf eine neue Liebe gewettet, Baby, und ich habe stattdessen deine Liebe verloren, aber dieses Mal verspreche ich, treu zu sein“. In einem gesprochenen Teil bietet er seiner Freundin Oralverkehr an und sagt: „Komm her, lass mich dir einen blasen.“[92]
8. Jealous Girl (Version 2)
Die Nummer ist ein spärlich arrangierter Song, der von Synthesizer dominiert wird und dem Bereich Elektronische Popmusik zuzuordnen ist. Der Liedtext handelt von einer eifersüchtigen jungen Frau, die nicht mehr ertragen kann, wenn andere Frauen ihren Freund attraktiv finden. Da Prince das Stück ursprünglich für sein weibliches Nebenprojekt The Hookers geschrieben hatte, singt er aus der Ich-Perspektive, wie auch den Refrain „Ich bin ein eifersüchtiges Mädchen“.
9. There’s Something I Like About Being Your Fool
Die mid-tempo Nummer besitzt Einflüsse aus dem Genre Reggae. Der Liedtext handelt von einer untreuen Frau, die mit dem Auto des Protagonisten einen Totalschaden verursacht. Doch der Protagonist ist bereit, sich mit ihr zu versöhnen, „weil es etwas gibt, das ich daran mag, dein Narr zu sein.“
10. Big Tall Wall (Version 2)
Im Gegensatz zu „Version 1“ ist „Version 2“ ein minimalistischer Song aus dem Genre Funk und Rock, den Prince im Falsett singt. Er wird nur von einem Drumcomputer begleitet, der einen komplizierten und stark synkopierten Beat erzeugt. Das Gesangsarrangement ist ebenfalls komplex, wobei Prince Harmoniegesang liefert und nahezu durchgehend gesprochene Worte und Sätze einfügt. Der Refrain ist mehrfach geschichtet und besteht aus einer Vielzahl von Stimmen, von tiefem Bariton bis hin zu Falsett. Im Liedtext schildert er eine besitzergreifende Beziehung, wie er seine Geliebte hinter einer „großen hohen Mauer“ halten will, damit sie keine anderen Männer sehen kann. Zudem werde „ein Steinkreis“ ein mögliches Entkommen verhindern; der Steinkreis ist ein direkter Bezug zu seinem damaligen runden Haus in Minnesota am Lake Calhoun, wo Prince mit seiner damaligen Freundin Susannah Melvoin wohnte. Den Song schrieb er im April 1986, etwa zu der Zeit, als Melvoin aus dem gemeinsamen Haus auszog. Der Liedtext enthüllt aber eine Doppelmoral von Prince; einerseits sagt er zu seiner Freundin, „wahre Liebe ist das, worum es geht“, anderseits erwähnt er: „Du weißt, dass ich noch eine andere habe, aber das wird mich und dich nicht davon abhalten, Spaß zu haben“. Die Textzeile „Ich habe mehr Löcher als ein Golfplatz“ verwendet Prince auch im Intro des Partygesprächs vom Song The Ball. Außerdem sagt er diesen Satz am Ende vom Stück Eye No auf Lovesexy (1988) sowie im Intro von Joy in Repetition auf Graffiti Bridge (1990).[28]
11. A Place in Heaven (Lisa Vocal)
Die von Lisa Coleman gesungene Version ist sowohl musikalisch als auch textlich im Wesentlichen identisch mit der von Prince.[93]
12. Wonderful Day (12” Mix)
Der Remix ist eine zuvor unveröffentlichte Maxiversion von dem Song, bei der Coleman und Melvoin mit dem Gesang beginnen. Prince setzt nach zwei Strophen und nach dem Refrain ein, fortan teilen sich die drei den Gesang für den Rest des Songs. Zudem ist zusätzliches Instrumentalspiel vorhanden, wodurch die Version knapp vier Minuten länger als die Albumversion ist.
13. Strange Relationship (1987 Shep Pettibone Club Mix)
Der für Shep Pettibone typische Remix ist aus dem Bereich Elektronische Tanzmusik und war zuvor unveröffentlicht. Der Liedtext ist identisch mit der Albumversion.

## Titelliste und Veröffentlichungen

### Remastered Album 1 / Remastered Album 2 / Single Mixes & Edits
| CD-1/1 | Sign o’ the Times                                       | Remastered Album 1   | 4:56  | 1987: Sign “☮” the Times                                                |
| CD-1/2 | Play in the Sunshine                                    | Remastered Album 1   | 5:05  | 1987: Sign “☮” the Times                                                |
| CD-1/3 | Housequake                                              | Remastered Album 1   | 4:41  | 1987: Sign “☮” the Times                                                |
| CD-1/4 | The Ballad of Dorothy Parker                            | Remastered Album 1   | 4:01  | 1987: Sign “☮” the Times                                                |
| CD-1/5 | It                                                      | Remastered Album 1   | 5:09  | 1987: Sign “☮” the Times                                                |
| CD-1/6 | Starfish and Coffee d                                   | Remastered Album 1   | 2:50  | 1987: Sign “☮” the Times                                                |
| CD-1/7 | Slow Love e                                             | Remastered Album 1   | 4:22  | 1987: Sign “☮” the Times                                                |
| CD-1/8 | Hot Thing                                               | Remastered Album 1   | 5:40  | 1987: Sign “☮” the Times                                                |
| CD-1/9 | Forever in My Life                                      | Remastered Album 1   | 3:30  | 1987: Sign “☮” the Times                                                |
| CD-2/1 | U Got the Look (Duett mit Sheena Easton)                | Remastered Album 2   | 3:46  | 1987: Sign “☮” the Times                                                |
| CD-2/2 | If I Was Your Girlfriend                                | Remastered Album 2   | 4:59  | 1987: Sign “☮” the Times                                                |
| CD-2/3 | Strange Relationship                                    | Remastered Album 2   | 4:01  | 1987: Sign “☮” the Times                                                |
| CD-2/4 | I Could Never Take the Place of Your Man                | Remastered Album 2   | 6:28  | 1987: Sign “☮” the Times                                                |
| CD-2/5 | The Cross                                               | Remastered Album 2   | 4:45  | 1987: Sign “☮” the Times                                                |
| CD-2/6 | It’s Gonna Be a Beautiful Night f                       | Remastered Album 2   | 9:01  | 1987: Sign “☮” the Times                                                |
| CD-2/7 | Adore                                                   | Remastered Album 2   | 6:31  | 1987: Sign “☮” the Times                                                |
| CD-3/1 | Sign “☮” the Times (7" Single Edit)                     | Single Mixes & Edits | 3:40  | 1987: Vinyl-Single                                                      |
| CD-3/2 | La, La, La, He, He, Hee (7" Single Edit) g              | Single Mixes & Edits | 3:21  | 1987: B-Seite von Sign “☮” the Times                                    |
| CD-3/3 | La, La, La, He, He, Hee (Higly Explosive) g             | Single Mixes & Edits | 10:46 | 1987: B-Seite von Sign “☮” the Times (Maxisingle)                       |
| CD-3/4 | If I Was Your Girlfriend (7" Single Edit)               | Single Mixes & Edits | 3:46  | 1987: Vinyl-Single                                                      |
| CD-3/5 | Shockadelica (If I Was Your Girlfriend B-Side)          | Single Mixes & Edits | 3:30  | 1987: B-Seite von If I Was Your Girlfriend                              |
| CD-3/6 | Shockadelica (12" Long Version)                         | Single Mixes & Edits | 6:12  | 1987: B-Seite von If I Was Your Girlfriend (Maxisingle)                 |
| CD-3/7 | U Got the Look (Long Look) (12" Edit)                   | Single Mixes & Edits | 6:40  | 1987: Vinyl-Maxisingle                                                  |
| CD-3/8 | Housequake (7" Edit)                                    | Single Mixes & Edits | 3:22  | 1987: B-Seite von U Got the Look                                        |
| CD-3/9 | Housequake (7 Minutes MoQuake)                          | Single Mixes & Edits | 7:11  | 1987: B-Seite von U Got the Look (Maxisingle)                           |
| CD-3/10 | I Could Never Take the Place of Your Man (Fade 7" Edit) | Single Mixes & Edits | 3:38  | 1987: Vinyl-Single                                                      |
| CD-3/11 | Hot Thing (7" Single Edit)                              | Single Mixes & Edits | 3:40  | 1987: B-Seite von I Could Never Take the Place of Your Man              |
| CD-3/12 | Hot Thing (Extended Remix)                              | Single Mixes & Edits | 8:32  | 1987: B-Seite von I Could Never Take the Place of Your Man (Maxisingle) |
| CD-3/13 | Hot Thing (Dub Version)                                 | Single Mixes & Edits | 6:52  | 1987: B-Seite von I Could Never Take the Place of Your Man (Maxisingle) |
| Spieldauer: 151:20 min. |                                                         |                      |       |                                                                         |
| Autor aller Songs ist Prince d Autoren: Prince und Susannah Melvoine Autoren: Prince und Carole Davisf Autoren: Prince, Dr. Fink, Eric Leedsg Liedtext: Prince und Sheena Easton |                                                         |                      |       |                                                                         |

Sign o’ the Times Super Deluxe (8 CDs + DVD oder 13 LPs auf 180 g schwarzem Vinyl + DVD / nur Audio-Download und Stream) wurde am 25. September 2020 und damit 33 Jahre nach dem Originalalbum am 30. März 1987 veröffentlicht. Die Neuauflage ist aber auch als „Remastered Album“ (DoCD oder DoLP auf 180 g pfirsichfarbenem Vinyl / Download und Stream) sowie als „Deluxe Edition“ (3 CDs oder 4 LPs auf 180 g schwarzem Vinyl / Download und Stream) käuflich zu erwerben.
Die beiden ersten CDs „Remastered Album 1“ und „Remastered Album 2“ enthalten die 16 Songs des Originalalbums, die im Jahr 2020 digital nachbearbeitet wurden. Auf der dritten CD „Single Mixes & Edits“ sind verkürzte Singleversionen und B-Seiten zu hören. Von den insgesamt 13 Songs sind folgende sieben bereits auf früheren CDs veröffentlicht: die fünf Songs I Could Never Take the Place of Your Man (Fade 7" Edit), If I Was Your Girlfriend (7" Single Edit), La, La, La, He, He, Hee (7" Single Edit), Shockadelica (If I Was Your Girlfriend B-Side) und Sign “☮” the Times (7" Single Edit) sind auf dem Kompilationsalbum The Hits/The B-Sides (1993) zu finden, die zwei Songs Hot Thing (Extended Remix) und U Got the Look (Long Look) auf dem Kompilationsalbum Ultimate (2006).

### Vault, Part 1 / Vault, Part 2 / Vault, Part 3
| CD-4/1 | I Could Never Take the Place of Your Man (1979 Version) 1 | 3:12  | Vault, Part 1 |
| CD-4/2 | Teacher, Teacher (1985 Version) 2                         | 3:07  | Vault, Part 1 |
| CD-4/3 | All My Dreams                                             | 7:23  | Vault, Part 1 |
| CD-4/4 | Can I Play With U? (feat. Miles Davis)                    | 6:39  | Vault, Part 1 |
| CD-4/5 | Wonderful Day (Original Version)                          | 3:47  | Vault, Part 1 |
| CD-4/6 | Strange Relationship (Original Version) 1                 | 6:41  | Vault, Part 1 |
| CD-4/7 | Visions (Instrumental) h                                  | 2:18  | Vault, Part 1 |
| CD-4/8 | The Ballad of Dorothy Parker (with Horns) 1               | 4:56  | Vault, Part 1 |
| CD-4/9 | Witness 4 the Prosecution (Version 1)                     | 3:59  | Vault, Part 1 |
| CD-4/10 | Power Fantastic (Live in Studio) 3 i                      | 7:18  | Vault, Part 1 |
| CD-4/11 | And That Says What?                                       | 1:50  | Vault, Part 1 |
| CD-4/12 | Love and Sex                                              | 4:11  | Vault, Part 1 |
| CD-4/13 | A Place in Heaven (Prince Vocal)                          | 2:57  | Vault, Part 1 |
| CD-4/14 | Colors (Instrumental) j                                   | 1:01  | Vault, Part 1 |
| CD-4/15 | Crystal Ball (7” Mix) 4                                   | 3:29  | Vault, Part 1 |
| CD-4/16 | Big Tall Wall (Version 1)                                 | 5:58  | Vault, Part 1 |
| CD-4/17 | Nevaeh Ni Ecalp A                                         | 2:33  | Vault, Part 1 |
| CD-4/18 | In a Large Room with No Light 5 i                         | 3:27  | Vault, Part 1 |
| CD-5/1 | Train                                                     | 4:22  | Vault, Part 2 |
| CD-5/2 | It Ain’t Over ‘Til the Fat Lady Sings (Instrumental)      | 2:21  | Vault, Part 2 |
| CD-5/3 | Eggplant (Prince Vocal)                                   | 5:18  | Vault, Part 2 |
| CD-5/4 | Everybody Want What They Don’t Got                        | 2:08  | Vault, Part 2 |
| CD-5/5 | Blanche                                                   | 5:36  | Vault, Part 2 |
| CD-5/6 | Soul Psychodelicide                                       | 12:36 | Vault, Part 2 |
| CD-5/7 | The Ball                                                  | 4:34  | Vault, Part 2 |
| CD-5/8 | Adonis & Bathsheba                                        | 5:27  | Vault, Part 2 |
| CD-5/9 | Forever in My Life (Early Vocal Studio Run-Through) 1     | 6:25  | Vault, Part 2 |
| CD-5/10 | Crucial (Alternate Lyrics) 4                              | 6:15  | Vault, Part 2 |
| CD-5/11 | The Cocoa Boys                                            | 6:05  | Vault, Part 2 |
| CD-5/12 | When the Dawn of the Morning Comes                        | 6:16  | Vault, Part 2 |
| CD-5/13 | Witness 4 the Prosecution (Version 2)                     | 5:02  | Vault, Part 2 |
| CD-5/14 | It Be’s Like That Sometimes                               | 3:19  | Vault, Part 2 |
| CD-6/1 | Emotional Pump                                            | 4:59  | Vault, Part 3 |
| CD-6/2 | Rebirth of the Flesh (with Original Outro) 6              | 5:28  | Vault, Part 3 |
| CD-6/3 | Cosmic Day                                                | 5:39  | Vault, Part 3 |
| CD-6/4 | Walkin’ in Glory                                          | 5:14  | Vault, Part 3 |
| CD-6/5 | Wally                                                     | 4:44  | Vault, Part 3 |
| CD-6/6 | I Need a Man                                              | 5:33  | Vault, Part 3 |
| CD-6/7 | Promise to Be True                                        | 3:38  | Vault, Part 3 |
| CD-6/8 | Jealous Girl (Version 2)                                  | 4:52  | Vault, Part 3 |
| CD-6/9 | There’s Something I Like About Being Your Fool            | 3:48  | Vault, Part 3 |
| CD-6/10 | Big Tall Wall (Version 2)                                 | 5:46  | Vault, Part 3 |
| CD-6/11 | A Place in Heaven (Lisa Vocal)                            | 2:45  | Vault, Part 3 |
| CD-6/12 | Wonderful Day (12” Mix)                                   | 7:34  | Vault, Part 3 |
| CD-6/13 | Strange Relationship (1987 Shep Pettibone Club Mix) 1     | 7:07  | Vault, Part 3 |
| Spieldauer: 217:58 min. |                                                           |       |               |
| Von den zuvor 45 unveröffentlichten Songs sind zehn bereits früher in anderen Versionen erschienen: 1 Originalversion auf Sign “☮” the Times (1987)2 Andere Version auf 1999 Super Deluxe (2019)3 Andere Version auf The Hits/The B-Sides (1993)4 Andere Version auf Crystal Ball (1998)5 Audiostream auf Website vom Montreux Jazz Festival (2009)6 2001 auf Prince’ damaliger Websiteh Autorin: Lisa Colemani Autoren: Prince, Lisa Coleman, Wendy Melvoinj Autorin: Wendy Melvoin |                                                           |       |               |

### Live in Utrecht
| CD-7/1 | Intro / Sign “☮” the Times                                                                      | 5:36  | 1987: Sign “☮” the Times |
| CD-7/2 | Play in the Sunshine / Shave and a Haircut k                                                    | 4:36  | 1987: Sign “☮” the Times |
| CD-7/3 | Little Red Corvette                                                                             | 1:36  | 1982: 1999               |
| CD-7/4 | Housequake                                                                                      | 4:52  | 1987: Sign “☮” the Times |
| CD-7/5 | Girls & Boys                                                                                    | 4:16  | 1986: Parade             |
| CD-7/6 | Slow Love                                                                                       | 5:05  | 1987: Sign “☮” the Times |
| CD-7/7 | Take the “A” Train l / Pacemaker m / I Could Never Take the Place od Your Man                   | 10:16 | 1987: Sign “☮” the Times |
| CD-7/8 | Hot Thing                                                                                       | 6:15  | 1987: Sign “☮” the Times |
| CD-7/9 | Four / Sheila E. Drum-Solo n                                                                    | 6:12  | 1987: 8 von Madhouse     |
| CD-7/10 | If I Was Your Girlfriend                                                                        | 5:17  | 1987: Sign “☮” the Times |
| CD-8/1 | Let’s Go Crazy o / Hey! Bo Diddley p / Shave and a Haircut                                      | 6:09  | 1984: Purple Rain        |
| CD-8/2 | When Doves Cry / La, La, La, He, He, Hee / It                                                   | 2:46  | 1984: Purple Rain        |
| CD-8/3 | Purple Rain o                                                                                   | 5:40  | 1984: Purple Rain        |
| CD-8/4 | 1999                                                                                            | 5:53  | 1982: 1999               |
| CD-8/5 | Forever in My Life / Holly Rock                                                                 | 13:11 | 1987: Sign “☮” the Times |
| CD-8/6 | Kiss q                                                                                          | 3:32  | 1986: Parade             |
| CD-8/7 | The Cross                                                                                       | 7:44  | 1987: Sign “☮” the Times |
| CD-8/8 | It’s Gonna Be a Beautiful Night / Hon E Man r / Cold Sweat s / Take the “A” Train / Pacemaker m | 13:55 | 1987: Sign “☮” the Times |
| Spieldauer: 112:57 min. |                                                                                                 |       |                          |
| Autor aller Songs ist Prince k Autor: unbekannt, 1899 erstmals erschienenl Autor: Billy Strayhorn, 1939 komponiertm Autor: Eric Leeds, er komponierte eine Horn-Melodie, die Prince in Rockhard in a Funky Place vom Black Album integrierten Autorin: Sheila E.o Autoren: Prince and The Revolutionp Autor: Bo Diddley, 1957 komponiertq Arrangement: David Z. Rivkinr Autoren: Sheila E., Levi Seacer, Jr, Constance Guzmans Autoren: James Brown und Pee Wee Ellis, 1967 komponiert |                                                                                                 |       |                          |

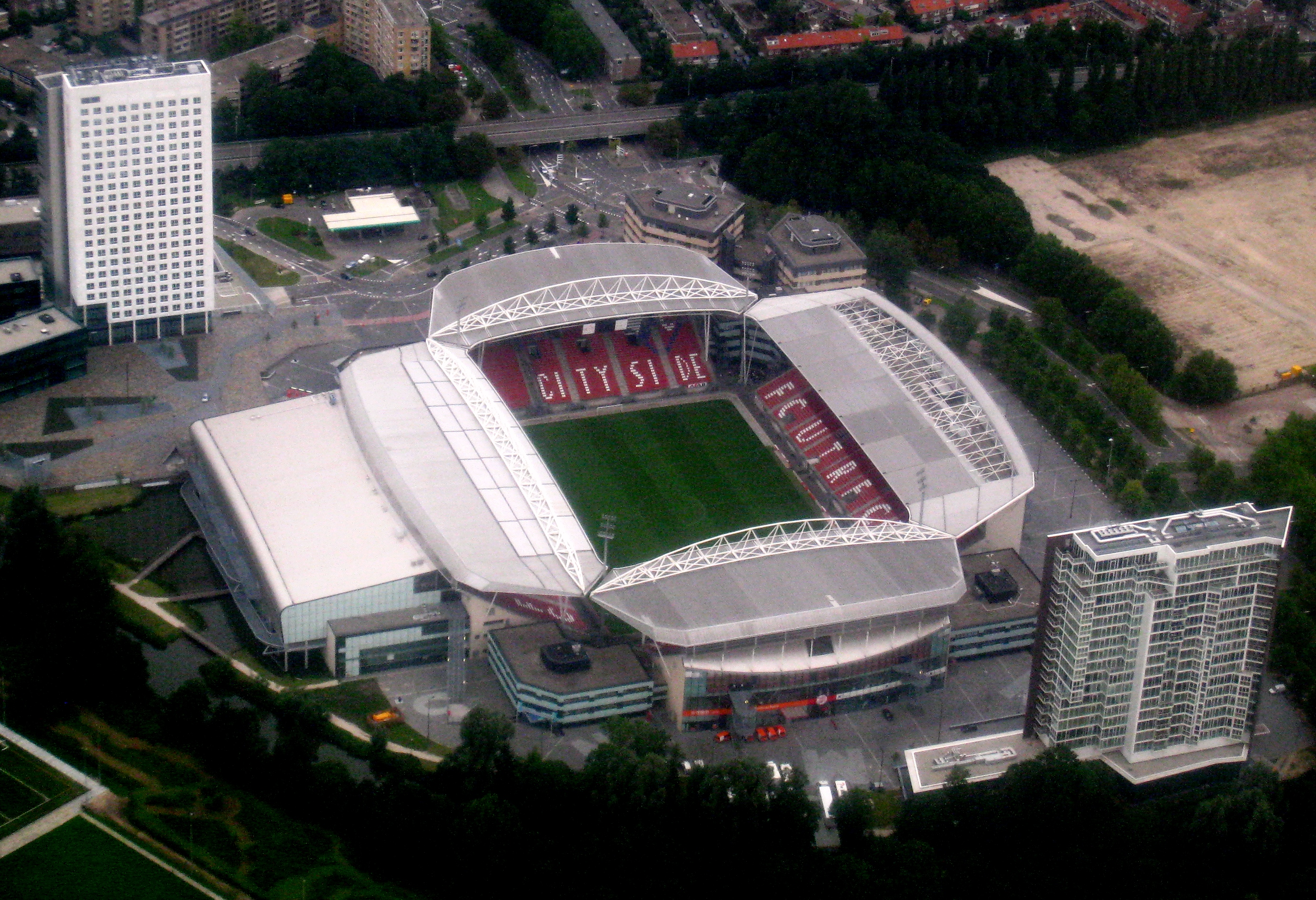
Das Stadion Galgenwaard in Utrecht

Die Sign-o’-the-Times-Tour begann am 8. Mai 1987 im Johanneshovs Isstadion in Stockholm und endete am 29. Juni 1987 im Sportpaleis in Antwerpen. Die Tournee fand ausschließlich in Europa statt, umfasste 34 Konzerte und wurde von insgesamt 350.000 Menschen besucht. Prince trat unter anderem erstmals in der Schweiz und in Österreich auf.
Das Konzert Live in Utrecht gab Prince am 20. Juni 1987 im Stadion Galgenwaard in Utrecht und war mit 14.806 Zuschauern ausverkauft. Es war das 28. der laufenden Tournee und das zweite von vier Konzerten im Stadion Galgenwaard.
Track 9 Four ist ein von Prince geschriebenes Instrumentalstück, das er im Januar 1987 auf dem Album 8 seines damaligen Nebenprojekts der Jazzband Madhouse veröffentlichte. Auf der achten CD integrierte er in Track 5 Forever in My Life den Song Holly Rock, den er im Jahr 1985 für Sheila E. geschrieben hatte und als Single von dem Soundtrack Krush Groove ausgekoppelt wurde. Prince’ eigene Version erschien erstmals postum auf dem Album Originals (2019).

### DVD: Live at Paisley Park – December 31, 1987
| 1 | Intro                                                                 | 0:30  | 2020: Sign o’ the Times Super Deluxe |
| 2 | Sign "☮" the Times                                                    | 5:11  | 1987: Sign “☮” the Times             |
| 3 | Play in the Sunshine / Shave and a Haircut                            | 4:22  | 1987: Sign “☮” the Times             |
| 4 | Little Red Corvette                                                   | 1:38  | 1982: 1999                           |
| 5 | Erotik City / Sex Shooter (Instrumentalversion)                       | 3:07  | 1984: B-Seite von Let’s Go Crazy     |
| 6 | Housequake                                                            | 4:08  | 1987: Sign “☮” the Times             |
| 7 | Slow Love                                                             | 0:59  | 1987: Sign “☮” the Times             |
| 8 | Do Me, Baby                                                           | 2:00  | 1981: Controversy                    |
| 9 | Adore                                                                 | 6:46  | 1987: Sign “☮” the Times             |
| 10 | I Could Never Take the Place of Your Man / Pacemaker                  | 7:41  | 1987: Sign “☮” the Times             |
| 11 | What’s Your Name Jam / Love or Money / Drive Me Wild / Let’s Go Crazy | 5:31  | 2020: Sign o’ the Times Super Deluxe |
| 12 | Let’s Pretend We’re Married                                           | 0:52  | 1982: 1999                           |
| 13 | Delirious                                                             | 1:11  | 1982: 1999                           |
| 14 | Jack U Off / It Don’t Mean a Thing (If It Ain’t Got That Swing) t     | 1:43  | 1981: Controversy                    |
| 15 | Drum-Solo (von Sheila E.)                                             | 4:03  | 2020: Sign o’ the Times Super Deluxe |
| 16 | Twelve                                                                | 1:46  | 1987: 16 von Madhouse                |
| 17 | Hot Thing                                                             | 4:55  | 1987: Sign “☮” the Times             |
| 18 | If I Was Your Girlfriend                                              | 6:56  | 1987: Sign “☮” the Times             |
| 19 | Let’s Go Crazy / Land of 1,000 Dances u / Shave and a Haircut         | 6:51  | 1984: Purple Rain                    |
| 20 | When Doves Cry / La, La, La, He, He, Hee / It                         | 2:44  | 1984: Purple Rain                    |
| 21 | Purple Rain / Auld Lang Syne v                                        | 14:10 | 1984: Purple Rain                    |
| 22 | 1999                                                                  | 3:14  | 1982: 1999                           |
| 23 | U Got the Look                                                        | 8:05  | 1987: Sign “☮” the Times             |
| 24 | Chain of Fools w / It’s Gonna Be a Beautiful Night (mit Miles Davis)  | 34:07 | 1987: Sign “☮” the Times             |
| Spieldauer: 133 min. |                                                                       |       |                                      |
| Autor aller Songs ist Prince t Autor: Duke Ellington, 1931 komponiertu Autor: Chris Kenner, 1961 komponiertv Autor: James Watson, 1711 erstmals publiziertw Autor: Don Covay, 1967 komponiert |                                                                       |       |                                      |

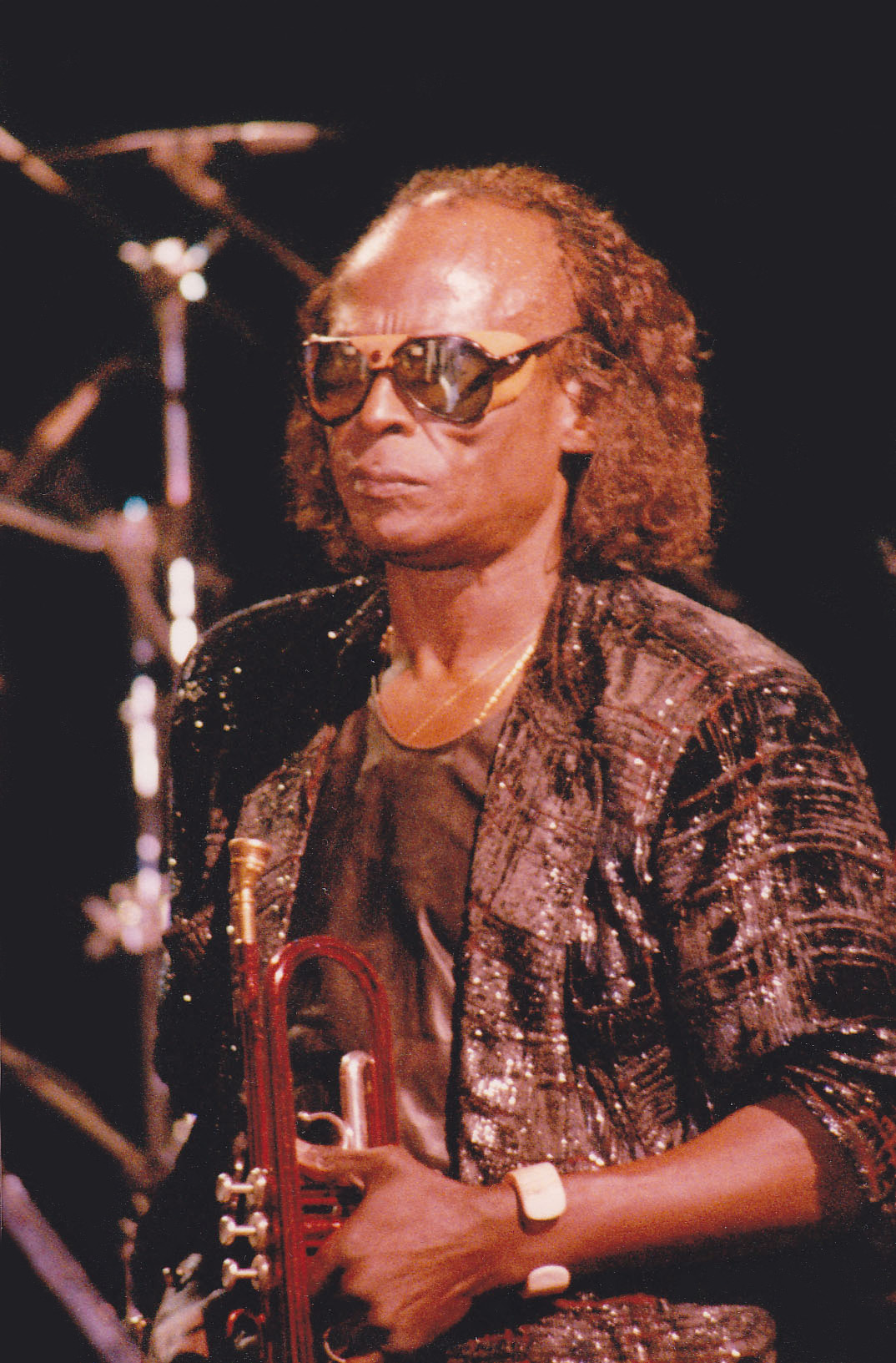
Miles Davis, 1987

Am 31. Dezember 1987 spielte Prince in seinem Paisley Park Studio in Chanhassen in Minnesota ein Benefizkonzert für die Organisation „Minnesota Coalition for the Homeless“. Der Eintrittspreis betrug 200 US-Dollar (damals ungefähr 350 DM). Etwa 400 Menschen besuchten das 1.375 Zuschauer fassende Paisley Park Studio, wobei auch Prince’ Eltern und sein Stiefvater anwesend waren. Seine Begleitband war identisch mit der von der Sign-o’-the-Times-Tour. Um Mitternacht spielte Prince zum Jahreswechsel auf das Jahr 1988 den Klassiker Auld Lang Syne, den er im Song Purple Rain integrierte.
Als musikalischen Gast hatte Prince Miles Davis eingeladen, der beim Abschlusssong It’s Gonna Be a Beautiful Night von Minute 103 bis 108 für knapp fünf Minuten auftritt. Saxophonist Eric Leeds beschrieb den Auftritt von Davis folgendermaßen: „Wir waren so von Miles fasziniert, dass wir völlig übersahen, dass Prince uns einen Einsatz gab. Und Prince brüllte zu uns hinüber: ‚Hey, kennt ihr mich überhaupt noch?‘ Wir mussten alle lachen.“ Allerdings schrieb George Cole in seinem Buch The Last Miles – The Music of Miles Davis, 1980–1991 über diesen Auftritt: „Miles’ Ansatz ist gut, aber seine Präsenz nicht beeindruckend, und seiner Körpersprache fehlt die selbstsichere Arroganz, die man auf der Bühne von ihm kennt. Die Interaktion zwischen Miles und Prince besteht aus einem kurzen Part, in dem Prince Miles’ Trompetenphrasen mit Scatgesang kopiert. In kaum vier Minuten ist Miles fertig und weg.“
Der Song It’s Gonna Be a Beautiful Night entwickelt sich im Verlauf zu einer Art Jamsession und enthält musikalische Ausschnitte von Housequake, Six (1986 von Prince geschrieben und 1987 von Madhouse veröffentlicht) – Miles Davis kommt auf die Bühne –, Pacemaker m, Take the “A” Train l, Chain of Fools w, Cold Sweat s, Mother Popcorn s und Land of 1,000 Dances u. Fünf Minuten vor Ende des Konzerts sagt Prince den von Muhammad Ali geprägten Satz „Float like a butterfly, sting like a bee“ („Schwebe wie ein Schmetterling, stich wie eine Biene“).
Ursprünglich sollte der Super-Deluxe-Edition die DVD des Konzertfilms Prince – Sign O’ the Times beigelegt werden. Doch Prince hatte die Filmrechte im Jahr 1987 verkauft, was die Sachlage verkomplizierte; die Rechtsfragen seien „so problematisch“ gewesen, dass es zu keiner Einigung kam, sagte der damalige Kurator Michael Howe von The Prince Estate. Er kontaktierte auch das deutsche Unternehmen Turbine Medien, das im September 2019 eine limitierte Sonderausgabe von Prince – Sign O’ the Times herausgebracht hatte. Aber auch diese Verhandlungen seien „sehr, sehr schwierig“ gewesen, sodass der Konzertfilm letztendlich nicht von The Prince Estate veröffentlicht werden durfte.

### Singles
Im Jahr 2020 erschienen sechs Songs bereits vor der Albumveröffentlichung bei verschiedenen Musikstreaming-Anbietern als Download: am 25. Juni Witness 4 the Prosecution (Version 1), am 16. Juli I Could Never Take the Place of Your Man (1979 Version), am 6. August Cosmic Day, am 13. August Witness 4 the Prosecution (Version 2), am 27. August Forever in My Life (Early Vocal Studio Run-Through) und am 17. September 2020 I Need a Man.
Am 14. August 2020 brachte The Prince Estate ein Boxset mit Namen Sign o’ the Times – The Singles heraus, bestehend aus den sieben Singles Hot Thing, I Could Never Take the Place of Your Man, If I Was Your Girlfriend, Sign “☮” the Times, The Cross, U Got the Look und Witness 4 the Prosecution (Version 1). Alle Singles sind in pfirsichfarbenem Vinyl gepresst und die Auflage bestand – in Anlehnung auf das ursprüngliche Erscheinungsjahr des Doppelalbums Sign “☮” the Times – aus 1.987 Exemplaren. Bis auf Witness 4 the Prosecution (Version 1) – als B-Seite dient Witness 4 the Prosecution (Version 2) – waren alle Singles bereits im Jahr 1987 ausgekoppelt worden. Zudem brachte am 24. September 2020 die deutsche Ausgabe des Musikmagazins Rolling Stone in seiner Oktober-Ausgabe das Titelstück als Vinyl-Single erneut heraus, wobei Witness 4 the Prosecution (Version 1) als B-Seite dient. Die Originalversion von Sign “☮” the Times war bereits am 18. Februar 1987 mit  La, La, La, He, He, Hee als B-Seite ausgekoppelt worden.

### Musikvideos
Bis auf If I Was Your Girlfriend existieren zu den Singleauskopplungen im Jahr 1987 Musikvideos, 2020 wurden keine zu Songs von Sign o’ the Times Super Deluxe produziert.

### Coverversionen
Drei Coverversionen sind von den zuvor unveröffentlichten Songs bekannt: Im Jahr 1989 nahm Mavis Staples eine von Prince überarbeitete Version von Train auf und brachte diese auf dem von ihm produzierten Album Time Waits for No One heraus. Das Stück In a Large Room with No Light wurde zwei Mal gecovert, allerdings unter anderem Namen; im Jahr 2000 interpretierte es Marco Minnemann mit seinem Projekt Illegal Aliens feat. Artemis Gounaki unter dem Titel Ratrace, und 2009 veröffentlichte es der R&B-Sänger Wil Key unter Welcome 2 the Rat Race.

## Mitwirkende

### Musiker
Alle Songs wurden von Prince arrangiert, komponiert, produziert und vorgetragen. Zudem spielte er alle Musikinstrumente selbst ein, wobei folgende Personen die Aufnahmen ergänzten:
- Adam Holzman – Synthesizer in Can I Play With U?
- Atlanta Bliss – Trompete in Adonis & Bathsheba, And That Says What?, Eggplant, Emotional Pump, In a Large Room with No Light, It Ain’t Over ‘Til the Fat Lady Sings, La, La, La, He, He, Hee, Power Fantastic (Live in the Studion), Rebirth of the Flesh, Soul Psychodelicide, The Cocoa Boys, Train, Wally, Witness 4 the Prosecution (Version 1 & 2); Trompete und Sprechstimme in The Ball
- Bobby Z. – Schlagzeug in Power Fantastic (Live in the Studion), Soul Psychodelicide
- Brown Mark – E-Bass in Soul Psychodelicide
- Dr. Fink – Keyboard in And That Says What?, Soul Psychodelicide
- Eric Leeds – Flöte in Power Fantastic (Live in the Studion); Flöte, Flügelhorn und Saxophon in Adonis & Bathsheba; Saxophon in And That Says What?, Can I Play with U?, Eggplant, Emotional Pump, I Need a Man, In a Large Room with No Light, It Ain’t Over ‘Til the Fat Lady Sings, Jealous Girl (Version 2), La, La, La, He, He, Hee, Promise to Be True, Rebirth of the Flesh, Soul Psychodelicide, The Ball, The Ballad of Dorothy Parker (with Horns), The Cocoa Boys, There’s Something I Like About Being Your Fool, Train, Wally, Witness 4 the Prosecution (Version 1 & 2); Saxophon und Sprechstimme in The Ball
- Greg Brooks, Jerome Benton, Wally Safford – Backing Vocals in Soul Psychodelicide, The Ball
- Levi Seacer Jr. – Bassgitarre in In a Large Room with No Light
- Lisa Coleman – Backing Vocals in All My Dreams; Backing Vocals und Keyboard in In a Large Room with No Light, Soul Psychodelicide; Backing Vocals und Sitar in Teacher, Teacher; Co-Leadsängerin in Wonderful Day (12” Mix); Hammondorgel in Witness 4 the Prosecution (Version 1); Hauptgesang in A Place in Heaven, Nevaeh Ni Ecalp A; Keyboard in And That Says What?, Eggplant, Power Fantastic (Live in the Studion); Klavier in It Ain’t Over ‘Til the Fat Lady Sings, Visions
- Marcus Miller – Bassgitarre in Can I Play With U?
- Mico Weaver – Rhythmusgitarrist in Soul Psychodelicide
- Miles Davis – Trompete in Can I Play With U?
- Norbert Stachel – Saxophon in In a Large Room with No Light
- Sheila E. – Backing Vocals, Perkussion und Schlagzeug in In a Large Room with No Light; Schlagzeug in Walkin’ in Glory; Gesang und Perkussion in La, La, La, He, He, Hee
- Susannah Melvoin – Backing Vocals in Crystal Ball (7" Mix), In a Large Room with No Light, Soul Psychodelicide, The Ball, The Cocoa Boys, Witness 4 the Prosecution (Version 1)
- Wendy Melvoin – Akustische Gitarre, Backing Vocals, Bassgitarre, E-Gitarre in Teacher, Teacher; Backing Vocals in A Place in Heaven (Lisa Vocal), All My Dreams, Nevaeh Ni Ecalp A; Backing Vocals und Gitarre in In a Large Room with No Light, Soul Psychodelicide, Witness 4 the Prosecution (Version 1); Bassgitarre in It Ain’t Over ‘Til the Fat Lady Sings; Co-Leadsängerin in Wonderful Day (12” Mix); Gitarre in Colors, Eggplant, Power Fantastic (Live in the Studion)

### Technisches Personal
- Alex Tenta – Albumdesign, Artdirector
- Bernie Grundman – Audio-Verbesserung, Mastering, Remastering
- Bob Mockler – Toningenieur
- Clare Fischer – Arrangements vom Orchester in Crystal Ball (7" Mix), It Ain’t Over ‘Til the Fat Lady Sings
- Coke Johnson – Toningenieur
- David Tickle – Toningenieur
- David Z. Rivkin – Toningenieur
- Eddie Garcia – Toningenieur
- Jeff Katz – Fotografie
- Junior Vasquez – Bearbeitung in Hot Thing (Dub Version), Hot Thing (Extended Remix)
- Michael Howe – A&R, Archiv-Produzent
- Niko Bolas – Mixing in A Place in Heaven (Prince Vocal), Crucial (Alternate Lyrics), Eggplant (Prince Vocal), Forever in My Life (Early Vocal Studio Run-Through), I Could Never Take the Place of Your Man (1979 Version), Power Fantastic (Live in Studio), There’s Something I Like About Being Your Fool
- Peggy McCreary – Toningenieurin
- Shep Pettibone – zusätzliche Produktion und Remix in Hot Thing (Dub Version), Hot Thing (Extended Remix), Strange Relationship (1987 Shep Pettibone Club Mix)
- Susan Rogers – Toningenieurin
- Todd Herreman – Toningenieur
- Trevor Guy – Albumdesign, Artdirector

### DVD
- Bernie Grundman – Audio-Verbesserung, Mastering
- Craig Anderson for Craigman Digital – DVD-Erstellung
- David Dieckman for Craigman Digital – Videobearbeitung
- Duane Tudahl – Archiv-Produzent

## Rezensionen
Die Neuauflage wurde von Musikkritikern ähnlich hervorragend bewertet wie das Originalalbum aus dem Jahr 1987 und sowohl Prince’ Begleitband als auch seine Live-Qualitäten wurden sehr gelobt. Die Website Metacritic errechnete für die Neuauflage mit 99 % die fast höchstmögliche Durchschnittsbewertung, basierend auf zehn Rezensionen englischsprachiger Medien.
Brad Nelson von Pitchfork Media verteilte mit zehn Punkten die Höchstanzahl und meinte, die Neuauflage sei ein „atemberaubender Blick in eine der kreativsten und fruchtbarsten Zeiten“ von Prince’ Karriere. Die acht CDs seien „eine überwältigende Menge an Material“ und vor allem die Songs, die für Dream Factory bestimmt gewesen waren, seien „atemberaubend“. Lisa Coleman und Wendy Melvoin verliehen der Musik von Prince eine solche „Leichtigkeit und Komplexität“, dass sie „den Boden unter ihren Fersen verschwinden“ ließen, wie beispielsweise im Stück All My Dreams. Das in vielen Songs meist von Eric Leeds vorgetragene Saxofon- und Trompetenspiel blinke „wie neue Pailletten im Gewebe“ in Prince’ Musik. Adonis & Bathsheba beschrieb Nelson als „faszinierende und seltsame Ballade“, die mit einem „Feuerwerk eines Gitarrensolos“ ende. In den beiden Songs Walkin’ in Glory und When the Dawn of the Morning Comes flirte Prince mit dem Evangelium und die Grooves erinnerten an einem Bild von ihm, wie er in High Heels durch eine Gemeinde stolziere. „Frustrierend“ sei aber, dass man „nur aus den in dieser Box enthaltenen Materialien“ die beiden Alben Crystal Ball und Dream Factory „unmöglich“ wiederherstellen könne. Prince’ Begleitband sei in „hervorragender Form“, was Live in Utrecht und die „Silvestervorstellung“ der DVD dokumentiere.
Hal Horowitz von dem auf Songwriter spezialisierten US-Magazin American Songwriter verteilte mit fünf Sternen ebenfalls die Höchstanzahl und schrieb, Prince beeinflusse über drei Jahrzehnte nach der Veröffentlichung von Sign “☮” the Times weiterhin andere Künstler. Die Neuauflage enthalte einige „der besten Sachen“ von ihm; allein die Doppel-CD Live in Utrecht sowie die DVD Live at Paisley Park – December 31, 1987 „sind den Preis des teureren Pakets fast wert“, meinte Horowitz. Zudem sei der Funk-Pop in I Need a Man „so beeindruckend wie alles auf dem Album und macht es zu einem wahren verlorenen Juwel“. Doch Can I Play with U mit Miles Davis bezeichnete er als enttäuschend und das Stück Wally als „skurril“, das „nicht ganz klickt“. Zudem solle Prince die Musikrichtung Reggae wie im „wässrigen“ There’s Something I Like About Being Your Fool „wahrscheinlich“ Bob Marley überlassen. Die acht CDs inklusive der Live-DVD und dem Hardcover-Buch sei jedoch „eine Menge Prince, um es milde auszudrücken“, weswegen die insgesamt „fast 10 Stunden Musik“ nur „für die Engagiertesten“ von Interesse sein könnten, mutmaßte Horowitz. Als Fazit schrieb er: wer sich nicht sicher gewesen war, „wie talentiert, kreativ und produktiv Prince auf seinem inspirierten Höhepunkt war, dem sei gesagt“, dass dieses Boxset „sein Vermächtnis als wahre amerikanische Ikone“ festige.
Jason Draper von dem britischen Musikmagazin Record Collector gab auch die Höchstanzahl von fünf Sternen. Das Stück I Could Never Take the Place of Your Man (1979 Version) bezeichnete er als „eine der Offenbarungen dieses Sets“, weil es „so sehr mit der Sign o’ the Times-Ära als Beispiel für die reifende Weltanschauung von Prince verbunden“ sei, obwohl er es mit „gerade einmal Anfang 20“ bereits geschrieben habe. Seine Begleitband beim Konzert Live in Utrecht beschrieb Draper als „gutes Ensemble“ und nachdem sie von Housequake bis „zur Powerballade“ The Cross „alles durchgespielt haben“, bilde der Abschluss mit dem 14-minütigen It’s Gonna Be a Beautiful Night „nur noch eine schamlose Zurschaustellung von Brillanz, getarnt als lockerer Jam“. Insgesamt betrachtet sei die Neuauflage „eine eng fokussierte Momentaufnahme einer intensiven kreativen Periode in Prince’ Karriere: vielleicht das großzügigste Single-Album-Box-Set aller Zeiten, für ein Album, das selbst immer wieder etwas“ hergebe, schrieb Draper.
Kory Grow von dem US-Musikmagazin Rolling Stone zeichnete die Neuauflage mit viereinhalb von fünf Sternen aus. Es sei unmöglich, Prince’ Denkprozess zu verfolgen, was es umso aufregender mache, „die Diamanten zu finden, die er im The Vault gelassen“ habe. I Could Never Take the Place of Your Man (1979 Version) habe er in einen „großartigen Popsong“ verwandelt und „rockt so dermaßen wie alles, was The Cars zu dieser Zeit taten“. Zudem hob Grow die drei Versionen The Ballad of Dorothy Parker (with Horns), Forever in My Life (Early Vocal Studio Run-Through) und Strange Relationship (Original Version) lobend hervor. Außerdem hätten Songs wie Adonis & Bathsheba, The Ball, Emotional Pump, Jealous Girl (Version 2) und Train potentiell Hits werden können – deren damalige Nichtveröffentlichung bezeichnete Grow als „größte Fehlschüsse“. Aber auf der Neuauflage befinden sich mit den vier Tracks Can I Play with U?, Crucial (Alternate Lyrics), The Cocoa Boys und When the Dawn of the Morning Comes auch „ein paar Blindgänger“. Doch das Live-Material rücke „alles wieder in den Fokus“; auf Live in Utrecht existierten zwar „einige schlampige Momente“, die aber „eigentlich schön zu hören sind, um daran zu erinnern, dass Prince tatsächlich ein Mensch war“. Auf der DVD könne man sehen, wie viel Energie er im Jahr 1987 gehabt habe.
Sarah Rodman von der Entertainment Weekly gab mit „A“ die Bestnote. Aus einem Katalog „voller Reichtümer“ erhalte das Originalalbum Sign “☮” the Times, „eines der besten Werke“ von Prince, „die wohlverdiente und äußerst verlockende Luxusbehandlung“. Aus „rein musikalischer“ Sicht betrachtet sei das Boxset „eine wahre Schönheit mit 63 bisher unveröffentlichten Tracks“, wovon „Hardcore-Bootleggern“ einige bekannt vorkämen. Zwar werde nicht jeder an „fünf verschiedenen“ Versionen von Hot Thing interessiert sein, aber für Prince-Fans biete jede Version „etwas Hörenswertes“. Lobend erwähnte Rodman die drei Songs Power Fantastic (Live in Studio), das „exquisite Klavierinstrumental“ Visions und „der heiße Gitarren-Funk“ in Witness 4 the Prosecution (Version 1).

## Kommerzieller Erfolg

### Chartplatzierungen
Das Originalalbum von 1987 bis 2025
| ChartsChartplatzierungen       | Höchstplatzierung | Wochen |
| ------------------------------ | ----------------- | ------ |
| Deutschland (GfK)              | 11 (27 Wo.)       | 27     |
| Österreich (Ö3)                | 2 (26 Wo.)        | 26     |
| Schweiz (IFPI)                 | 1 (1) (24 Wo.)    | 24     |
| Vereinigtes Königreich (OCC)   | 4 (36 Wo.)        | 36     |
| Vereinigte Staaten (Billboard) | 6 (57 Wo.)        | 57     |

Wiedereinstieg durch die Neuauflage im Oktober 2020
| ChartsChartplatzierungen       | Höchstplatzierung | Wochen |
| ------------------------------ | ----------------- | ------ |
| Deutschland (GfK)              | 3 (2 Wo.)         | 2      |
| Österreich (Ö3)                | 7 (2 Wo.)         | 2      |
| Schweiz (IFPI)                 | 3 (3 Wo.)         | 3      |
| Vereinigtes Königreich (OCC)   | 7 (1 Wo.)         | 1      |
| Vereinigte Staaten (Billboard) | 20 (2 Wo.)        | 2      |

### Auszeichnungen für Musikverkäufe
| Land/Region                  | Auszeichnungen für Musikverkäufe (Land/Region, Auszeichnung, Verkäufe) | Verkäufe  |
| ---------------------------- | ---------------------------------------------------------------------- | --------- |
| Australien (ARIA)            | Gold                                                                   | 35.000    |
| Deutschland (BVMI)           | Gold                                                                   | 250.000   |
| Frankreich (SNEP)            | 2× Gold                                                                | 200.000   |
| Neuseeland (RMNZ)            | Platin                                                                 | 20.000    |
| Niederlande (NVPI)           | Platin                                                                 | 100.000   |
| Schweiz (IFPI)               | Gold                                                                   | 25.000    |
| Vereinigte Staaten (RIAA)    | Platin                                                                 | 1.000.000 |
| Vereinigtes Königreich (BPI) | Platin                                                                 | 300.000   |
| Insgesamt                    | 5× Gold · 4× Platin ·                                                  | 1.930.000 |

Hauptartikel: Prince/Auszeichnungen für Musikverkäufe

## Grammy-Nominierung
Sign o’ the Times Super Deluxe wurde bei den Grammy Awards 2022 in der Kategorie „Best Historical Album“ nominiert, gewann aber nicht.